# Fahnenflucht

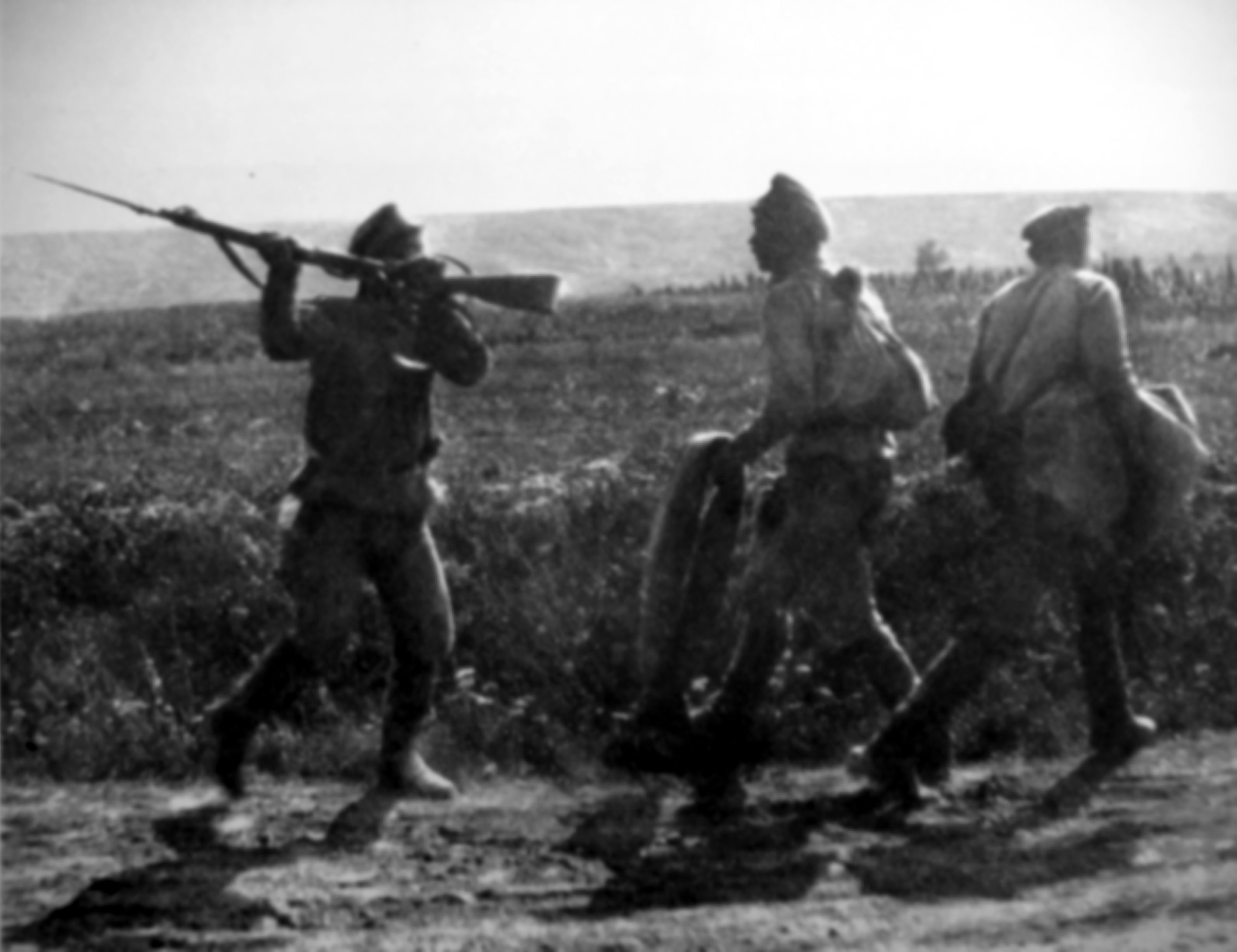
Zwei russische Deserteure werden von einem Soldaten wieder zurück in die Schützengräben getrieben. (Erster Weltkrieg, 1917)

Fahnenflucht, Desertation oder Desertion bezeichnet das Fernbleiben eines Soldaten von militärischen Verpflichtungen in Kriegs- oder Friedenszeiten – benannt nach der Flucht von der Regimentsfahne, unter der sich alle Soldaten zum Gefecht zu versammeln hatten. Der fahnenflüchtige Soldat wird allgemein als Deserteur (französisch déserteur, abgeleitet von lateinisch deserere ‚verlassen‘) bezeichnet und ihm im Falle der Flucht vor einem bevorstehenden Kampfeinsatz oft das straferschwerende Attribut „Feigheit vor dem Feind“ angelastet.
Von den Deserteuren werden rechtlich unterschieden sogenannte Totalverweigerer. Dabei handelt es sich um Wehrpflichtige, die ihrer Gestellungspflicht nicht nachkommen und/oder den Fahneneid verweigern. Die Betreffenden entziehen sich widerrechtlich bereits der Musterung oder treten nach deren Absolvierung weder den Militär- noch den Ersatzdienst an. Mitunter entziehen sich diese Personen der nun anstehenden Zwangsrekrutierung oder strafrechtlichen Verfolgung durch Flucht. In der napoleonischen Ära wurden solche Personen im deutschen Sprachraum Refrakteure genannt, nach dem französischen Terminus Réfracteurs oder Réfractaires. Der Begriff steht im politischen Sinn für „Widerständige“ oder „Eidverweigerer“ und wurde analog im revolutionären Frankreich auf Priester angewandt, die den Eid auf die republikanische Verfassung verweigerten (prêtres réfractaires).

## Rechtliche Regelungen
Viele Staaten verhängen für Deserteure Freiheitsstrafen. Einige sehen – besonders in Kriegszeiten – die Todesstrafe vor.

### Situation in Deutschland

#### Kaiserreich
Im Deutschen Kaiserreich war die Fahnenflucht als Sonderfall der Unerlaubten Entfernung im Dritten Abschnitt des Militärstrafgesetzbuches des Deutschen Reiches vom 20. Juni 1872 geregelt. Die Fahnenflucht war, wie im heutigen Militärrecht, eine unerlaubte Entfernung in der Absicht, sich dem Wehrdienst dauerhaft zu entziehen; auch der Versuch war strafbar. Zur Aburteilung von Fahnenflucht waren Militärgerichte berufen.
Die Strafandrohung war äußerst feingliedrig: Der Strafrahmen lag grundsätzlich bei sechs Monaten bis zwei Jahren Militärgefängnis. Im ersten Rückfall betrug die Strafe von einem Jahr bis fünf Jahren Militärgefängnis (durch Änderungsgesetz vom 14. Juli 1914 wurde die Mindeststrafe in minder schweren Fällen auf drei Monate, im Rückfall auf sechs Monate ermäßigt), im wiederholten Rückfall Zuchthaus von fünf bis zehn Jahren.
Wurde die Fahnenflucht im Felde (d. h. im Kriegseinsatz) begangen, betrug die Strafe fünf bis zehn Jahre Militärgefängnis (durch Änderungsgesetz vom 25. April 1917 wurde die Mindeststrafe in minder schweren Fällen auf mindestens ein Jahr ermäßigt); im Rückfall, wenn die frühere Fahnenflucht nicht im Felde begangen worden war, Zuchthaus von fünf bis fünfzehn Jahren, wenn die frühere Fahnenflucht im Felde begangen worden war, wurde der Rückfall mit dem Tode bestraft (aufgrund Änderungsgesetz vom 25. April 1917 konnte stattdessen lebenslängliches Zuchthaus oder Zuchthaus von zehn bis fünfzehn Jahren verhängt werden).
Die Fahnenflucht vom Posten vor dem Feind oder aus einer belagerten Festung wurde mit dem Tode bestraft. Dieselbe Strafe traf den Fahnenflüchtigen, welcher zum Feinde überging (Überläufer).
Hatten mehrere Soldaten eine Fahnenflucht in Mittäterschaft begangen, so wurde die Freiheitsstrafe um ein Jahr bis zu fünf Jahren erhöht (durch Änderungsgesetz vom 14. Juli 1914 wurde die Erhöhung in minder schweren Fällen auf mindestens sechs Monate ermäßigt). War die Tat im Felde begangen, wurde statt des Militärgefängnisses auf Zuchthaus von gleicher Dauer verhängt, gegen den Rädelsführer und Anstifter die Todesstrafe (aufgrund Änderungsgesetz vom 25. April 1917 konnte stattdessen lebenslängliches Zuchthaus oder Zuchthaus von fünf, im Rückfall von zehn bis fünfzehn Jahren verhängt werden).
Als Nebenstrafe war auf die Versetzung in die zweite Klasse des Soldatenstandes zu erkennen, die Verhängung der Zuchthausstrafe führte zur Entfernung aus dem Militär.
Stellte sich ein Fahnenflüchtiger innerhalb sechs Wochen nach erfolgter Fahnenflucht, so konnte die an sich verwirkte Zuchthausstrafe oder Gefängnisstrafe bis auf die Hälfte ermäßigt werden, wenn er die Fahnenflucht nicht im Feld (d. h. im Kriegseinsatz) begangen hatte. Lag kein Rückfall vor, so konnte von der Versetzung in die zweite Klasse des Soldatenstandes abgesehen werden. Gegen Unteroffiziere musste jedoch auf Degradierung erkannt werden. Durch Änderungsgesetz vom 25. April 1917 wurde die Milderung auch für Taten im Felde eingeführt, wenn sich der Fahnenflüchtige innerhalb einer Woche stellte, an Stelle der Todesstrafe konnte in diesen Fällen auf lebenslängliches Zuchthaus oder Zuchthaus nicht unter fünf Jahren erkannt werden.
Die Unterlassung einer Meldung einer geplanten Fahnenflucht, von der jemand glaubhaft Kenntnis erhalten hatte, wurde mit Freiheitsstrafen von bis zu sechs Monate, im Feld von ein bis drei Jahren bestraft.

#### Weimarer Republik
In der Weimarer Republik war die Fahnenflucht in den §§ 64 bis 80 Militärstrafgesetzbuch (MStGB) in der Fassung vom 16. Juni 1926 geregelt. §§ 64 und 65 definieren eine „unerlaubte Entfernung“, § 69 die Fahnenflucht/Desertion. Mit der Weimarer Republik ging die Gerichtsbarkeit in Militärstrafsachen auf die ordentliche Gerichtsbarkeit über.

#### Zeit des Nationalsozialismus

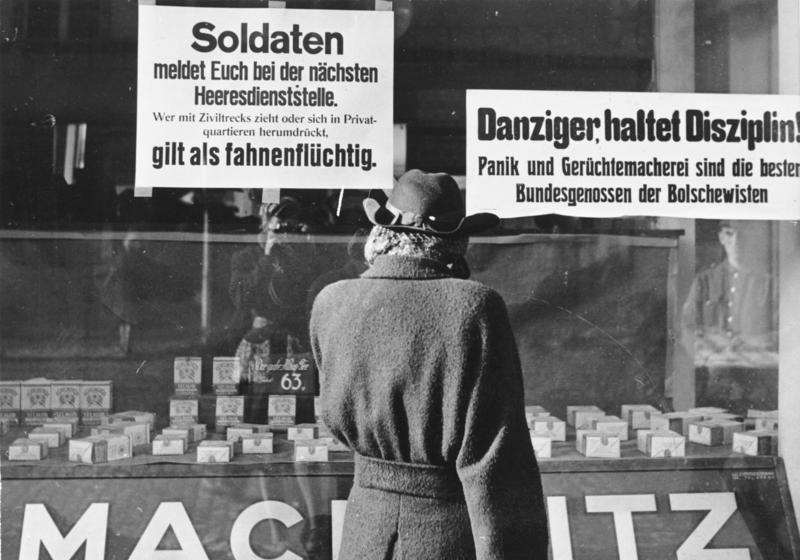
Warnung an Soldaten vor Fahnenflucht im Februar 1945 in Danzig. Ende März 1945 wurde Danzig in der Schlacht um Ostpommern erobert.

In der Zeit des Nationalsozialismus wurde die Verfolgung verstärkt. Am 1. Januar 1934 wurden die militärischen Strafgerichte wieder eingeführt. 1935 und 1940 wurden die Bestimmungen zu diesen beiden Tatbeständen erheblich verschärft.
- Die unerlaubte Entfernung stellte im Grunde ein militärisches Alltagsdelikt dar. Durch die Verschärfungen wurde aus einem Vergehen ein Verbrechen, auf das bis zu zehn Jahre Freiheitsstrafe standen. Der Tatbestand war erfüllt, wenn sich ein Angehöriger der Wehrmacht vorsätzlich oder fahrlässig länger als sieben (im Feld länger als drei) Tage von der Truppe entfernt hatte oder nach einer Trennung von der Truppe nicht zu dieser zurückkehrte.[9] Durch die Kriegssonderstrafrechtsverordnung wurde die Frist für die Fälle der unerlaubten Entfernung auf einen Tag verkürzt (nach der Neufassung des MStGB von 1940 galt für Rückkehr nach Trennung von der Truppe eine Frist von drei Tagen, ab Oktober 1944 von einem Tag[10]).
- Für die Fahnenflucht blieben die Strafrahmen des Kaiserreiches (s. o.) in Kraft, die für besonders militärisch ungünstige Fälle, aber keinesfalls generell, die Todesstrafe vorgesehen hatten. Die noch vor Kriegsbeginn ergangene Kriegssonderstrafrechtsverordnung (KSSVO) legte in § 6 aber undifferenziert fest: „Bei Fahnenflucht ist auf Todesstrafe oder auf lebenslanges oder zeitiges Zuchthaus zu erkennen.“ Gefängnisstrafen waren damit grundsätzlich nicht mehr möglich; die Todesstrafe schien als bevorzugt; gemäß der fehlenden richterlichen Unabhängigkeit ist von einer maßgeblichen Wirkung des Hitler-Zitats „Der Soldat kann sterben, der Deserteur muß sterben“ auszugehen (welches an sich der Rechtslage nicht einmal nach Erlass der KSSVO entsprach). Stellte sich der Täter binnen einer Woche, um den Wehrdienst fortzusetzen, konnte das Gericht die Strafe auf Gefängnis mildern.[11] Schärfer als die Fahnenflucht wurde die Verleitung anderer zur Fahnenflucht bestraft, nämlich als einer der noch vergleichsweise präzise subsumierbaren Fälle der (recht dehnbar formulierten) Wehrkraftzersetzung (§ 5 Abs. 1 Nr. 1, 2 KSSVO); hier war die Todesstrafe außer in minder schweren Fällen alternativlos vorgesehen. Zuständig waren die Feldkriegsgerichte.[12]

Die NS-Militärjustiz fällte laut Hochrechnungen etwa 30.000 Todesurteile; davon wurden etwa 23.000 auch vollstreckt. Eine neuere Studie des Historikers Stefan Treiber kommt allerdings zu niedrigeren Zahlen. Eine detailliertere Auswertung der Wehrmacht-Kriminalstatistik ergab, dass während des Zweiten Weltkrieges ca. 26.000 Soldaten wegen Fahnenflucht verurteilt wurden. In seiner Studie hatte Treiber die Rechtsprechung des Feldheeres während des Feldzugs gegen die Sowjetunion ausgewertet. Er kam dabei auf eine Todesurteilsquote von ca. 60 % bis Ende 1944. Die Vollstreckungsquote, gemessen an den Todesurteilen, lag auch bei ca. 60 %. Dies würde bedeuten, dass bis Ende 1944 ungefähr 10.000 Wehrmachtsdeserteure hingerichtet wurden. Insgesamt sind etwa 350.000 bis 400.000 Soldaten desertiert (Wehrmachtgerichte, siehe dort bei Lit.). Das macht bei rund 18,2 Mio. Soldaten aller Bereiche eine Desertionsquote von rund 2 %.
Zwar wurde für Desertion häufig die Todesstrafe verhängt, es kam aber auch zur Verhängung von insbesondere Zuchthaus-, seltener auch von Gefängnisstrafen. Ab 1942, als Freiheitsstrafen vermehrt in Front-Strafeinheiten verbüßt wurden, konnte nach Ablauf einer Überprüfungszeit auch eine Überführung von dort in ein KZ erfolgen. In der Spätphase des Krieges konnte die Möglichkeit zur Begnadigung bestehen, welche als Bedingung an den Einsatz in einer militärischen Bewährungseinheit geknüpft war, wobei dort oft Aufträge mit geringer Überlebenschance ausgeführt werden mussten.
In Norddeutschland und Nordeuropa standen nach der Kapitulation der deutschen Truppen Wehrmachtsoldaten zur Aufrechterhaltung der Ordnung teilweise unter britischem Kommando. Am 10. Mai 1945 verurteilte das Kriegsgericht der 6. Gebirgs-Division in Norwegen fünf Soldaten zum Tode durch Erschießen, weil sie beim Versuch, nach Schweden zu desertieren, ihren Batteriechef und einen Leutnant erschossen hatten. Die Urteile wurden vom nächsten britischen Brigade-Kommando in Tromsø bestätigt, die Delinquenten durch Angehörige der Divisions-Nachrichtenabteilung hingerichtet.

#### Deutsche Demokratische Republik
Mit dem Wehrpflichtgesetz vom 24. Januar 1962 wurde in der DDR die allgemeine Wehrpflicht eingeführt. Das Strafgesetzbuch wurde durch das Militärstrafgesetz (MStG) vom 24. Januar 1962 um den Tatbestand der Fahnenflucht ergänzt (§ 4 MStG). Für die Militärstrafsachen waren ab 1963 die Militärgerichte zuständig. Höchststrafe waren acht Jahre Zuchthaus. Mit Gesetz vom 12. Januar 1968 wurde § 4 MStG durch § 254 Strafgesetzbuch (DDR) ersetzt. Die Höchststrafe betrug nun sechs Jahre, in schweren Fällen zehn Jahre Freiheitsstrafe. Daneben bestand mit § 256 StGB (DDR) der Straftatbestand „Wehrdienstentziehung und Wehrdienstverweigerung“. Hierauf standen bis zu fünf Jahre Freiheitsstrafe.

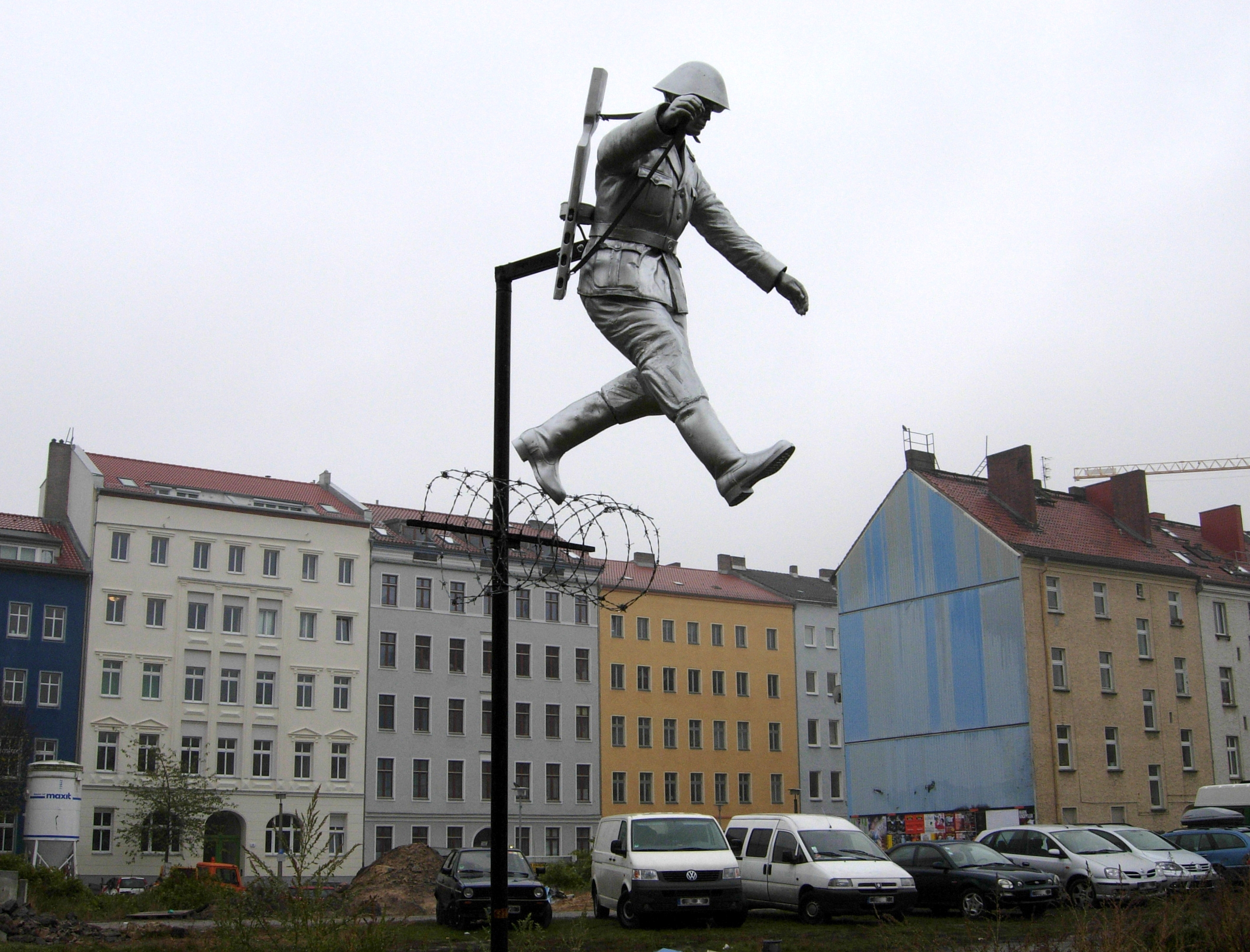
Denkmal für den Deserteur der DDR-Bereitschaftspolizei, Conrad Schumann

Nach der friedlichen Revolution wurde bezüglich der Rehabilitierung zwischen Verurteilungen wegen § 254 und § 256 unterschieden. Während Wehrdienstentziehung und Wehrdienstverweigerung in den Regelkatalog des § 1 Abs. 1 StrRehaG aufgenommen wurden, galt dies nicht für Fahnenflucht. Der Bundestag ging davon aus, Fahnenflucht sei „überwiegend kein politisches Delikt“ gewesen, während „Wehrdienstverweigerung aus Gewissensgründen […] zu politischen Zwecken unterdrückt und unter Strafe gestellt“ worden sei. Sanktionen wegen Fahnenflucht sind deshalb nach Ansicht der Rehabilitierungsgerichte nicht in allen Fällen, sondern nur bei Hinzutreten weiterer Faktoren rehabilitierungsfähig. Das ist etwa der Fall, wenn der Tat politische Motive zugrunde lagen.
Die DDR hatte von Anbeginn ihres Bestehens eine hohe Zahl vollendeter Fahnenfluchten zu verzeichnen, namentlich durch die an der innerdeutschen Grenze und an der Berliner Mauer eingesetzten Polizisten und Soldaten. In Einzelfällen kam es mit Blick auf eine Begünstigung bzw. Verhinderung der Flucht zum Einsatz mitgeführter Schusswaffen, und es waren Tote und Verletzte zu beklagen.

#### Bundesrepublik Deutschland
Fahnenflucht ist nach § 16 Wehrstrafgesetz (WStG) strafbar. Schutzgut des Straftatbestandes ist die Schlagkraft der Truppe. Danach wird mit einer Freiheitsstrafe bis zu fünf Jahren bestraft, wer eigenmächtig seine Truppe oder Dienststelle verlässt oder ihr fernbleibt, um sich der Verpflichtung zum Wehrdienst dauernd oder für die Zeit eines bewaffneten Einsatzes zu entziehen, oder die Beendigung des Wehrdienstverhältnisses zu erreichen. Bereits der Versuch der Fahnenflucht ist strafbar. Übt der fahnenflüchtige Soldat tätige Reue, indem er sich binnen eines Monats stellt, und ist er bereit, Wehrdienst zu leisten, so wird die Höchststrafe auf drei Jahre Freiheitsentzug herabgesetzt.
Die Fahnenflucht ist ein Sonderdelikt; sie kann nur von Soldaten begangen werden. Für die Beteiligungsformen der Anstiftung und Beihilfe muss das strafbegründende Merkmal, Soldat zu sein, aber nicht vorliegen. Stiftet eine Zivilperson eine Militärperson zu einer Fahnenflucht an oder leistet sie ihr Beihilfe, ist die Strafe, die für die Anstiftung auferlegt wird, gemäß § 28 Abs. 1 StGB obligatorisch nach § 49 Abs. 1 StGB zu mildern.
Im seit Juli 2011 ausgesetzten Zivildienst gelten für die Dienstflucht (§ 53 ZDG) entsprechende Regelungen.
Die Unterlassung der Meldung einer geplanten Fahnenflucht eines anderen ist nicht strafbar. Disziplinarrechtliche Maßnahmen bleiben unberührt.
Die Fahnenflucht ist von der unerlaubten Entfernung (eigenmächtige Abwesenheit) zu unterscheiden. Die unerlaubte Entfernung ist nach § 15 WStG mit bis zu drei Jahren Freiheitsstrafe belegt. Die unerlaubte Entfernung erfasst die vorsätzliche oder fahrlässige Abwesenheit von mehr als drei Kalendertagen oder das Verlassen seiner Truppe bzw. seiner Dienststelle ohne die Absicht, sich dauerhaft oder für die Dauer eines bewaffneten Einsatzes dem Wehrdienst zu entziehen oder das Wehrdienstverhältnis zu beenden.
Zur Aburteilung Fahnenflüchtiger ist die Ordentliche Gerichtsbarkeit berufen. Der Bund kann Wehrstrafgerichte errichten, die aber die Strafgerichtsbarkeit nur im Verteidigungsfall sowie über Militärpersonen, welche in das Ausland entsandt oder an Bord von Kriegsschiffen eingeschifft sind, ausüben können. Von dieser Möglichkeit hat der Gesetzgeber bisher keinen Gebrauch gemacht. Offizielle Zahlen zur Häufigkeit der Fahnenflucht liegen bis auf die Jahre 2009–2012 (34, 25, 25, 12; Rückgang durch Aussetzung der Wehrpflicht im Juli 2011 bedingt) nicht vor.

### Situation in Österreich
Das österreichische Militärstrafgesetz (MilStG) belegt Desertion – der Begriff „Fahnenflucht“ wird hier nicht verwendet – in § 9 MilStG (Desertion) mit Freiheitsstrafe von sechs Monaten bis zu fünf Jahren. Milder sind die Strafen für Täter, die außerhalb eines militärischen Einsatzes (Landesverteidigung, Verfassungsschutz, Katastrophenhilfe, Auslandseinsatz) erstmals desertieren und sich binnen sechs Wochen aus freien Stücken stellen. Für sie gilt § 8 MilStG (Unerlaubte Abwesenheit) mit Freiheitsstrafe bis zu sechs Monaten (oder Geldstrafe bis zu 360 Tagessätzen) bei Abwesenheitsdauer unter acht Tagen beziehungsweise Freiheitsstrafe bis zu einem Jahr bei Abwesenheitsdauer über acht Tagen.

### Situation in der Schweiz
In der Schweiz wird Militärdienstverweigerung und Desertion nach Art. 81 des Militärstrafgesetzes mit Freiheitsstrafe bis zu 18 Monaten bestraft. Neben der Totalverweigerung ist auch die sogenannte „partielle Militärdienstverweigerung“ strafbar; darunter fällt namentlich die Verweigerung der ausserdienstlichen Schiesspflicht.

### Situation in Irland
4.983 irische Soldaten desertierten im Zweiten Weltkrieg aus ihrer – neutralen – Armee, um an der Seite britischer Truppen gegen Hitlerdeutschland in den Kampf zu ziehen. Viele waren bei der Landung in der Normandie (6. Juni 1944) dabei, andere bei der Befreiung des Konzentrationslagers Bergen-Belsen. In Irland gelten diese – inzwischen größtenteils verstorbenen – Männer bis heute (2012) nicht als Helden. Die überlebenden Heimkehrer wurden nach ihrer Rückkehr ohne Anhörung unehrenhaft aus der Armee entlassen, aller Militärpensionsansprüche enthoben und für sieben Jahre von jeder Beschäftigung beim Staat ausgeschlossen. Manche mussten sich sogar vor einem Kriegsgericht verantworten. 2011 begann ein pensionierter Taxifahrer aus Dublin eine Kampagne mit dem Ziel, diese Männer zu rehabilitieren. Irlands oberste Justitiarin Máire Whelan sollte 2012 in einem Gutachten entscheiden, ob nicht der Einsatz „gegen Tyrannei und Totalitarismus“ schwerer wiegt als diese spezielle Form der Desertion.

### Situation in Großbritannien
Britische Militärs (Großbritannien hat zurzeit eine reine Berufsarmee) müssen im Falle einer Verhaftung wegen Desertion weiterhin mit lebenslanger Haft rechnen. Das für die Gesetzgebung maßgebliche nationale Unterhaus lehnte mehrheitlich den Antrag einer großen Gruppe von Labour-Abgeordneten ab, die gesetzlich vorgesehene Bestrafung auf zwei Jahre zu begrenzen. Diese Parlamentarier werfen der Regierung vor, mit dieser drakonischen Haftandrohung Soldaten gegen ihren Willen zum Irak-Einsatz zu zwingen.
In Großbritannien lag die Gesamtzahl der „illegal abwesenden“ Soldaten im Jahr 2001 bei 100, 2002 bei 150, 2003 bei 205 und im Jahr 2005 bei 530. Dabei dürfte die deutliche Zunahme mit der Teilnahme Großbritanniens am Irakkrieg zusammenhängen.

### Situation in den Vereinigten Staaten
Das Militärstrafrecht der Vereinigten Staaten, der Uniform Code of Military Justice im Rahmen des United States Code, stellt in seinem Artikel 85 (Desertion, auch Absence Without Official Leave (AWOL)) Fahnenflucht unter Strafe. Das Strafmaß liegt zwischen einer Strafe im Ermessen des Kriegsgerichtes (… as a court-martial may direct) bis zur Todesstrafe, die jedoch ausschließlich in Fällen von Fahnenflucht bei Kriegseinsätzen verhängt werden darf.
Während des Zweiten Weltkrieges wurden über 21.000 Angehörige der US-Streitkräfte wegen Fahnenflucht verurteilt. Dabei wurde in 49 Fällen wegen Fahnenflucht im Kriegsfall die Todesstrafe verhängt, hingerichtet wurde allein Eddie Slovik.
Nach dem Koreakrieg desertierten zwischen 1962 und 1982 insgesamt sechs an der Demilitarisierten Zone stationierte US-Soldaten nach Nordkorea, unter ihnen 1965 Charles Robert Jenkins, der 2004 nach Japan übersiedelte, und 1962 James Joseph Dresnok, der bis zu seinem Tod 2016 in Nordkorea lebte. Auch die übrigen vier Soldaten sind in Nordkorea verstorben.
Allein 1971 desertierten auf dem Höhepunkt des Vietnamkrieges und bei allgemeiner Wehrpflicht 33.000 Soldaten – 3,4 Prozent der US-Streitkräfte. Über 8.000 US-Soldaten desertierten im Jahr 2005 zur Zeit des Einsatzes im Irak. Das waren statistisch 0,24 Prozent der freiwillig dienenden Soldaten.

### Situation in Italien
Im italienischen Militärstrafrecht sind die Straftatbestände „unerlaubte Abwesenheit“ und „Desertion“ definiert. Ersterer Tatbestand gilt bei eintägiger Abwesenheit als erfüllt, letzterer bei fünftägiger Abwesenheit. Als Strafmaß sind bis zu zwei Jahre Haft vorgesehen. Im Kriegsfalle gelten sowohl hinsichtlich des Straftatbestandes als auch beim Strafmaß strengere Regelungen. Die Verfassung von 1948 schaffte die Todesstrafe zwar grundsätzlich ab, ermöglichte sie jedoch im Bereich des Kriegsstrafrechts bis zu einer Verfassungsänderung im Jahr 2007. Im Kriegsstrafrecht selbst wurde die Todesstrafe 1994 abgeschafft, ihre Anwendung de facto seit 1948 grundsätzlich ausgesetzt. Bis 1994 war für Desertion im Krieg rechtlich die Todesstrafe vorgesehen, seither gilt in diesem Fall die in Italien allgemein mögliche Höchststrafe, also lebenslange Haft (unter Umständen mit vorzeitiger Freilassung).

### Situation in der Sowjetarmee und in Russland
Auch in der Sowjetarmee wurde gegen Deserteure mit Haftstrafen vorgegangen; besonders in Kriegszeiten wurde die Todesstrafe vorgesehen. So wurden fahnenflüchtige Angehörige der sowjetischen Truppen in der DDR häufig extrem hart bestraft, wenn sie die Fahnenflucht überhaupt überlebten. Gründe für die Fahnenflucht waren oft die Behandlung der Armeeangehörigen: Zur Tradition der sowjetischen bzw. russischen Truppen gehört bis heute teilweise die menschenunwürdige Behandlung der neu eingezogenen Rekruten (Dedowschtschina).

### Situation in der Ukraine
Im Verlauf des Russisch-Ukrainischen Krieges wurde ukrainischen Soldaten, die einmal fahnenflüchtig wurden, eine erleichterte Wiedereingliederung (darunter die Fortsetzung von Soldzahlungen, Versorgung mit Lebensmitteln, Kleidung und anderen Leistungen) in das ukrainische Militär garantiert, wenn diese sich selbstständig zurück meldeten. Der Rechtsmechanismus der erleichterten Eingliederung war zeitlich befristet; in der Zeit von November 2024 bis August 2025 meldeten sich etwa 29.000 zuvor desertierte ukrainische Soldaten zum Militärdienst zurück.

## Rechtliche Bewertung im Hinblick auf Asyl und Flüchtlingsstatus

### Völkerrechtliche Bewertung durch den UNHCR im Rahmen der Genfer Flüchtlingskonvention
Der Hohe Flüchtlingskommissar der Vereinten Nationen (UNHCR) legte im März 1995 die Auffassung dar, dass Wehrdienstverweigerern und Deserteuren zwar nicht generell Flüchtlingsschutz zukommt, dass sie aber sehr wohl unter bestimmten Umständen Flüchtlinge im Sinne der Genfer Flüchtlingskonvention sein können. Dies treffe zu, wenn ihnen aus dem Grunde Strafe droht, dass sie sich weigern, an militärischen Aktionen teilzunehmen, die von der internationalen Gemeinschaft verurteilt werden oder durch schwere oder systematische Verstöße gegen das humanitäre Völkerrecht gekennzeichnet sind. Ähnliches legt auch das Handbuch des UNHCR für eine Weigerung der Teilnahme an einer militärischen Aktion fest, die von der internationalen Gemeinschaft als gegen die Grundregeln menschlichen Verhaltens verstoßend verurteilt wird.

### Europäische Union
In der Europäischen Union sagt Artikel 9e der Richtlinie 2011/95/EU (Qualifikationsrichtlinie) denjenigen Schutz zu, die sich völkerrechtswidrigen Handlungen oder Kriegen entziehen und deshalb Bestrafung fürchten müssen.
In einzelnen Mitgliedstaaten, so auch in Deutschland, wird dies streng ausgelegt. Wer den Kriegsdienst verweigert und in Deutschland Asyl beantragt, muss sehr restriktiven Auflagen genügen (Nachweise der Einberufung sowie der Einsatzbefehle mit Aufforderungen zu völkerrechtswidrigen Handlungen; außerdem müssen Asylsuchende bereits im eigenen Land einen Antrag auf Kriegsdienstverweigerung gestellt haben). Angesichts des russischen Überfalls auf die Ukraine 2022 verwies Deutschland zunächst auf Einzelfallprüfungen für russische Deserteure und Kriegsdienstverweigerer. Nach der russischen Teilmobilisierung im September 2022 drängten einige EU-Mitgliedstaaten auf eine gemeinsame Linie für den Umgang mit russischen Kriegsdienstverweigerern; die politischen Positionen hierzu liegen jedoch weit auseinander. Die EU-Kommission wurde aufgefordert, die Leitlinien zur Visavergabe „unter Berücksichtigung der Sicherheitsbedenken der Mitgliedstaaten zu überprüfen, zu bewerten und gegebenenfalls zu aktualisieren“.
Von Kriegsbeginn bis Herbst 2023 haben etwa 3.500 russische Männer im wehrfähigen Alter in Deutschland Asyl beantragt, und über mehr als die Hälfte dieser Anträge wurde entschieden. Nur in 92 Fällen wurde Schutz bewilligt.

## Fahnenflucht aus Streitkräften zur Zeit des Nationalsozialismus
Die Rehabilitation von ungehorsamen Soldaten des Zweiten Weltkriegs war in Deutschland schwierig. Mittlerweile wurden die Urteile von NS-Richtern gegenüber Deserteuren aufgehoben. Ursache des seinerzeit vehement geführten parlamentarischen Streits war ein Urteil des Bundessozialgerichts vom 11. September 1991, welches der Witwe eines 1945 erschossenen Wehrpflichtigen Entschädigung nach dem Bundesversorgungsgesetz zugesprochen hatte. In einem weiteren Urteil, dieses Mal des Bundesgerichtshofs aus dem Jahr 1991 wurde festgestellt, dass es sich bei der Wehrmachtsjustiz um eine „Terrorjustiz“ handele und die Wehrmachtsrichter wegen Rechtsbeugung in Tateinheit mit Kapitalverbrechen zur Rechenschaft gezogen werden müssten. Der Bundestag wurde in dem Urteil aufgefordert, die Urteile der Wehrmachtsjustiz aufzuheben.
Erst 1998 beschloss der Deutsche Bundestag ein Gesetz zur Rehabilitierung der Deserteure und eine symbolische Entschädigung der Überlebenden und ihrer Angehörigen. Das Gesetz zur Aufhebung nationalsozialistischer Unrechtsurteile in der Strafrechtspflege sah jedoch zunächst – im Unterschied zu anderen Opfergruppen – eine Einzelfallprüfung vor. Erst 2002 wurde das Gesetz in der Weise geändert, dass nun auch die Urteile der Militärgerichte gegen Deserteure der Wehrmacht pauschal aufgehoben wurden. Der Bundestagsabgeordnete Norbert Geis (CSU) bezeichnete die „pauschale Aufhebung der Urteile gegen Deserteure im Zweiten Weltkrieg“ nach der ersten Lesung des Gesetzes am 28. Februar 2002 als eine „Schande“. Am 8. September 2008 beschloss der Deutsche Bundestag einstimmig sämtliche Urteile der NS-Militärjustiz aufzuheben und die Verurteilten zu rehabilitieren. Bis dahin waren noch die Rehabilitierungen wegen Kriegsverrats offen.
Mittlerweile liegen auch, gefördert vom Bereich Kultur der Stadt Hannover, erste Unterrichtsmaterialien vor, die die Themen Desertion und Wehrkraftzersetzung für den Unterricht aufbereiten.
Ähnlich schwierig gestaltete sich die Rehabilitierung in Österreich: Der erste entsprechende Antrag wurde 1999 im Österreichischen Nationalrat behandelt. Im Jahr 2005 folgte unter der Koalitionsregierung aus ÖVP und FPÖ ein erstes Aufhebungsgesetz, das mehrere inhaltliche und juristische Lücken aufwies. 2009 folgte das „Aufhebungs- und Rehabilitierungsgesetz“ das pauschal sämtliche Urteile ohne Einzelfallprüfung aufhob. Explizit sprach „die Republik Österreich“ allen Deserteuren, Kriegsverrätern und sonstigen von der NS-Militärjustiz verfolgten Personen „ihre Achtung“ (§ 4) aus.

## Motive zur Fahnenflucht
Motive zur Desertion lassen sich nicht auf monokausale Entscheidungen zurückführen. Sie sind vielmehr auf einer Gemengelage von situativen Verhältnissen und längerfristigen Entscheidungen beruhend. In der Forschungsliteratur sind wiederholt Systematisierungen versucht worden, so von Martin Schnackenberg und Marco Dräger-
Politische Motivation
Historiker, die Gerichtsquellen einsehen konnten, kamen zu dem Schluss, dass eine politische Motivation zur Fahnenflucht eher selten war. Aus Akteneinsicht schätzte Gerhard Paul 1994 etwa 20 Prozent pazifistische und anti-nationalsozialistische Motive. Von den analysierten Fällen der in die Schweiz geflohenen Deserteure gaben 14,4 Prozent oppositionelle Einstellungen an. Stefan Treiber untersuchte 4.000 Akten von Deserteuren und kam zu dem Befund, dass nur in einem Prozent aller Fälle politische Gründe, also Widerstand gegen den Krieg oder den Nationalsozialismus, als Motiv glaubhaft sind. Winfried Dolderer weist in seiner Rezension dieses Buches auf die Problematik solcher Befunde hin: „Ein gefasster Deserteur, der sich vor Gericht offen als Regime- und Kriegsgegner bekannt hätte, hätte auf mildernde Umstände kaum rechnen können. Erschließen lassen sich Hintergründe indes aus der in den Akten umfangreich dokumentierten Vorgeschichte der Angeklagten, den Umständen der Tat, Zeugenaussagen. Wo sich Hinweise fanden, dass ein Angeklagter bereits im Zivilleben als Regimegegner aufgefallen war, schien es plausibel, auch für die Desertion ein politisches Motiv anzunehmen.“ Wo aber – besonders im letzten Kriegsjahr – Urteile nahezu im Minutentakt gefällt wurden, fehlt jede Untersuchung der Vorgeschichte.
Religiöse Motive
Die folgende Darstellung der unterschiedlichen Ursachen und Motive für eine Fahnenflucht folgt den Untersuchungen von Peter Richter und Norbert Haase.:43–75
Religiöse Motive können radikalpazifistischen oder tief religiösen Männern zugeordnet werden. Eine solche Persönlichkeit war der Wehrdienstverweigerer Hermann Stöhr. Dass er 1940 als „Deserteur“ hingerichtet wurde, macht deutlich, wie wenig zwischen religiösen Wehrdienstverweigerern und fahnenflüchtigen Soldaten unterschieden wurde.
Überlebenswunsch
Nach den Erfahrungen des Krieges und des Sterbens dürfte der Wunsch zu überleben das dominierende Motiv für eine Fahnenflucht gewesen sein. Ludwig Baumann beschreibt in seinen Lebenserinnerungen das Motiv des jungen Soldaten für die Flucht aus Bordeaux in die damals noch unbesetzten Gebiete Frankreichs: „Die Wahrheit ist: Ich wollte nicht töten. Und ich wollte leben.“.
Traumata
Traumatische Schlüsselerlebnisse als Auslöser von Fahnenflucht sind fast nur in amerikanischen und englischen biografischen Darstellungen zu finden. Die Verfestigung traumatischer Erlebnisse ist seit 1980, nach dem Vietnamkrieg, unter dem Begriff Posttraumatische Belastungsstörung (PTSD) als psychiatrische Erkrankung anerkannt. Symptome, wie das „Kriegszittern“ oder das englische shell shock im Ersten Weltkrieg sind deutliche Zeichen einer schweren PTSD. Nach Kriegsende schätzten britische Stellen, dass von dieser Symptomatik ca. 80.000 Soldaten betroffen waren. Die eigentlich kranken Soldaten wurden als willensschwache „Psychopathen“ und als charakterlich minderwertig behandelt. Deutsche Psychiater gingen so weit, diese „Kriegsneurosen“ als ein Delikt der „Wehrkraftzersetzung“ einzustufen, das nach der Kriegssonderstrafordnung von 1938 mit dem Tod zu ahnden war. Berücksichtigt man die umfangreiche US-amerikanische und israelische militärpsychologische Forschung zum Thema PTSD in Kampfhandlungen, so ist es hochwahrscheinlich, dass Traumata auch eine Ursache für Fahnenflucht an der Front waren. In den erhaltenen Prozessakten finden sich gemäß dem damals fehlenden Wissen über die Krankheit PTSD kaum Hinweise auf diese Motivgruppe. Es ist jedoch wahrscheinlich, dass von den zum Tode verurteilten Deserteuren in vielen Armeen ein nicht geringer Teil nach heutiger Kenntnis an einer schweren PTSD litt.

## Denkmale für Deserteure

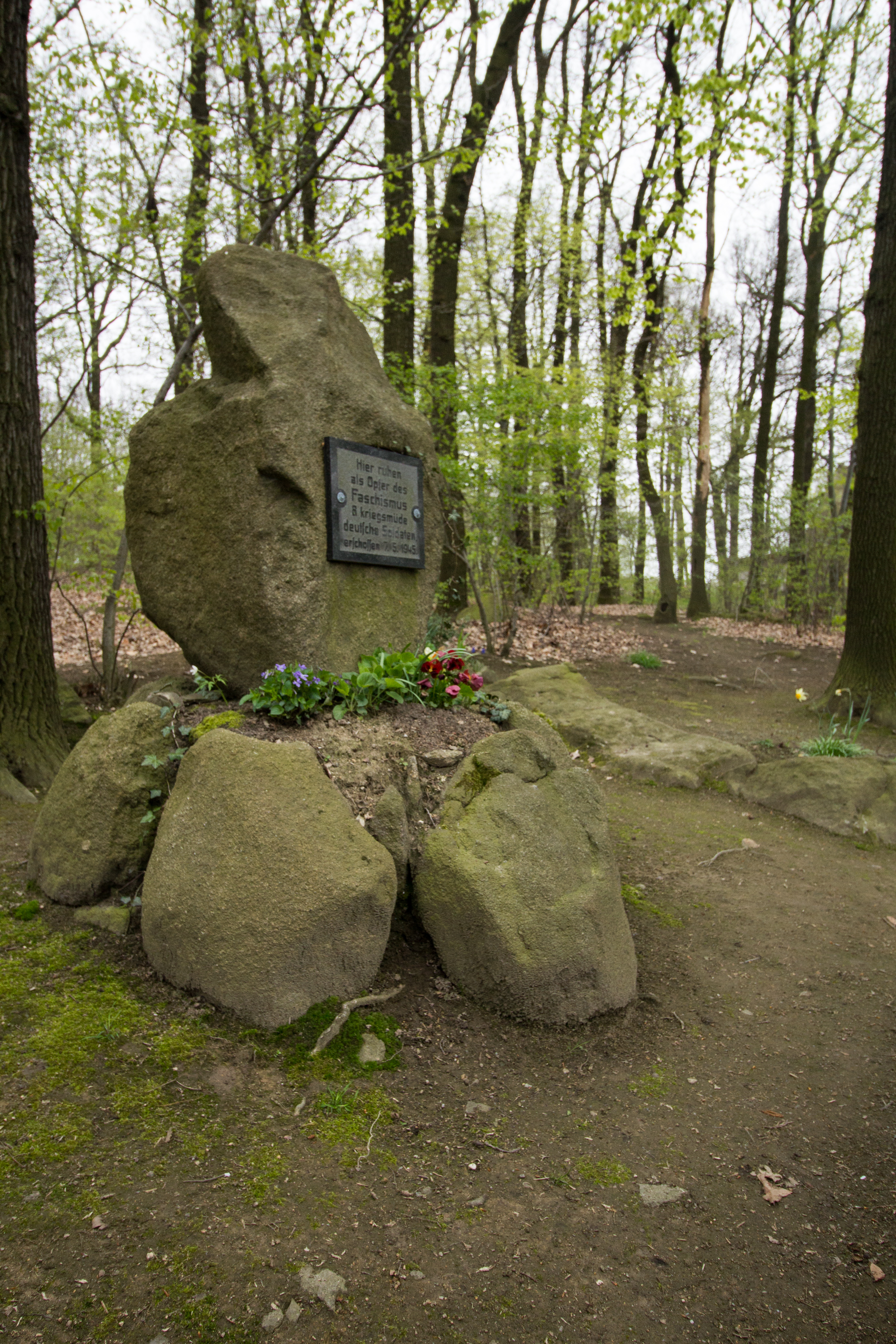
Deserteursdenkmal am Jäckelberg in Ebersdorf (Löbau)

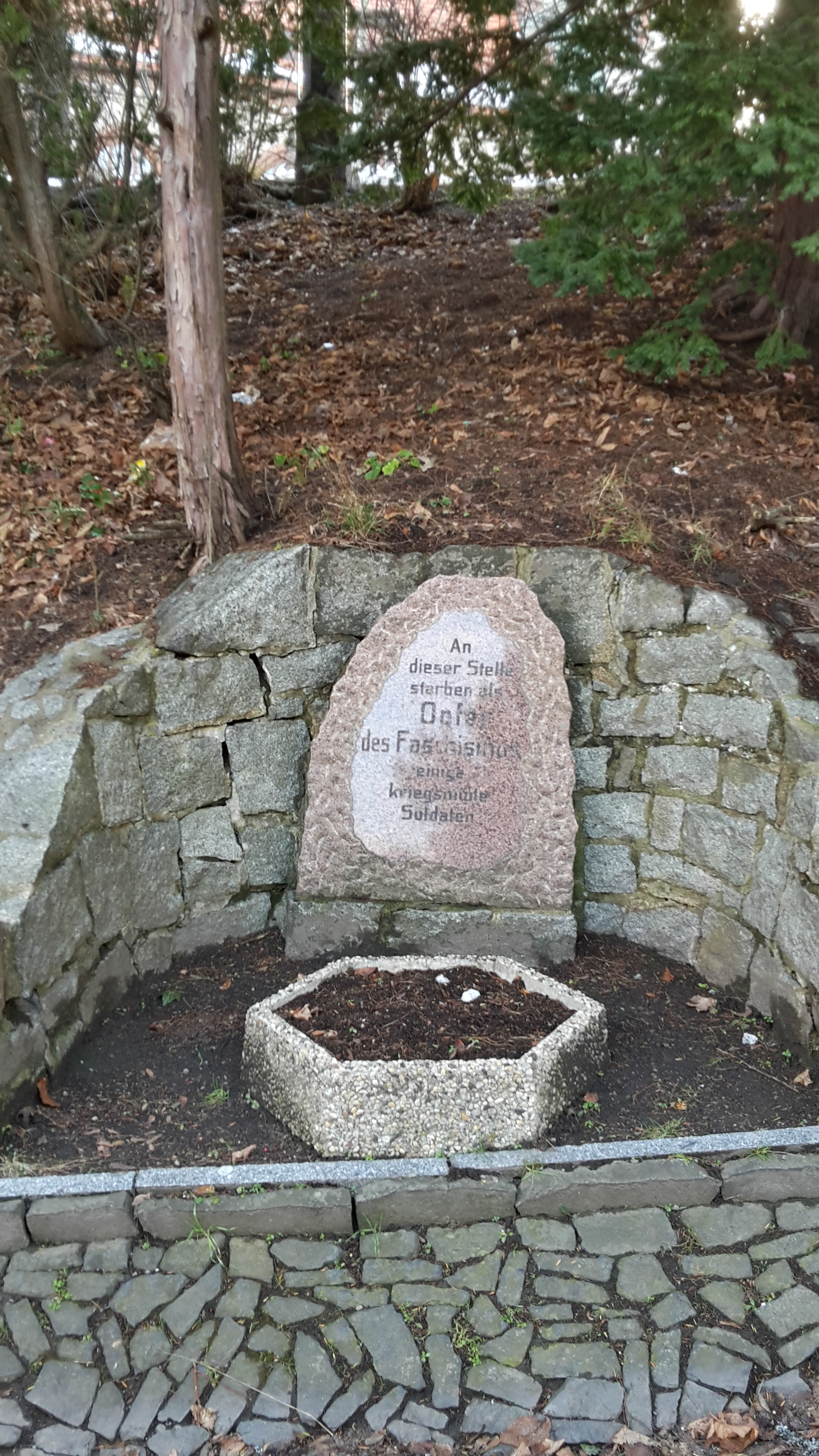
Deserteursdenkmal in Löbau, Brunnenstraße

Erste Deserteursdenkmäler wurden in der Lausitz bald nach dem Krieg errichtet. Auf dem Gebiet der DDR entstanden zwischen 1950 und 1980 weitere Denkmäler. In den Recherchen über Deserteursdenkmäler in Deutschland sind sie weitgehend unbekannt geblieben und spielten im Diskurs der 1980er Jahre über die Errichtung von Deserteursdenkmälern in der Bundesrepublik keine Rolle. Erst die Arbeit von Peter Richter und Norbert Haase hat sie 2019 wieder ins öffentliche Bewusstsein gebracht.:86–93
- Im Löbauer Stadtteil Ebersdorf wurde im August 1945 am Südhang des Jäckelberges ein Gedenkstein aufgestellt mit der Inschrift Hier ruhen als Opfer des Faschismus 8 kriegsmüde deutsche Soldaten, erschossen 7. Mai 1945. Die 8 Soldaten hatten sich bei Görlitz von ihrer Truppe entfernt, die Waffen weggeworfen und sich am Stadtrand von Löbau versteckt. Sie wurden verraten und am Morgen des 7. Mai binnen weniger Minuten von einem Standgericht zum Tode verurteilt.[54]:92–93
- Ein zweiter Gedenkstein wurde in Löbau zwischen 1945 und 1948 auf der Brunnenstraße errichtet. Mit der Inschrift An dieser Stelle starben als Opfer des Faschismus einige kriegsmüde Soldaten erinnert er an die Erschießung des Panzerschützen Rudolf Wagner und des Pioniers Walter Wukasch am 13. März 1945 und eines weiteren Soldaten im April.[54]:91–92
- In der kleinen Stadt Peitz wurde 1948 auf dem städtischen Friedhof ein schwarzer Granitobelisk mit der Inschrift Hier ruhen vom faschistischen Terror gemordete 7 aufrechte unbekannte deutsche Soldaten errichtet. Er erinnerte an Wehrdienstverweigerer, die auf Befehl des Generals Ferdinand Schörner im Februar und März 1945 hingerichtet worden waren. Der Stein wurde zu Beginn der 1990er Jahre umgesetzt und 2015 mit neuer Inschrift aufgestellt, so dass jetzt fünf der Hingerichteten namentlich genannt sind, aber der Hinweis auf den faschistischen Terror fehlt.[54]:89–90
- Am S-Bahnhof Berlin-Friedrichstraße befindet sich unter der Bahnbrücke eine Bronze-Gedenkplatte, die mit dem Text Kurz vor Beendigung des verbrecherischen Hitlerkrieges wurden hier zwei junge deutsche Soldaten von entmenschten SS-Banditen erhängt, 1952 / Erneuert 1999 daran erinnert, dass die beiden Soldaten am 24. April 1945 hier am Fenstergitter der Bahnhofsbuchhandlung erhängt wurden, weil sie sich weigerten, den Krieg fortzuführen. Eine provisorische Gedenktafel wurde gleich nach dem Krieg angebracht, die Bronzetafel dann 1952. Nach der Friedlichen Revolution in der DDR wurde die Tafel gewaltsam entfernt.[60] Die jetzige Tafel wurde nach dem Umbau des Bahnhofs angebracht.[61][54]:94
- Die Stadt Görlitz blieb von den Kampfhandlungen des Jahres 1945 weitgehend verschont, dennoch zeigten sich in den letzten Kriegstagen angesichts der tödlichen Bedrohung Auflösungserscheinungen in der Truppe. Die Leichen erschossener Soldaten und Bürger wurden auf dem Postplatz zur Abschreckung abgelegt und zur Schau gestellt. In den 1960er Jahren brachte man am Amtsgericht auf dem inzwischen umbenannten Platz eine Gedenktafel an: Platz der Befreiung / Auf diesem Platz lagen im Frühjahr 1945 von faschistischen Mordkommandos umgebrachte Soldaten und Bürger. / Die Toten mahnen die Lebenden.[54]:90–91

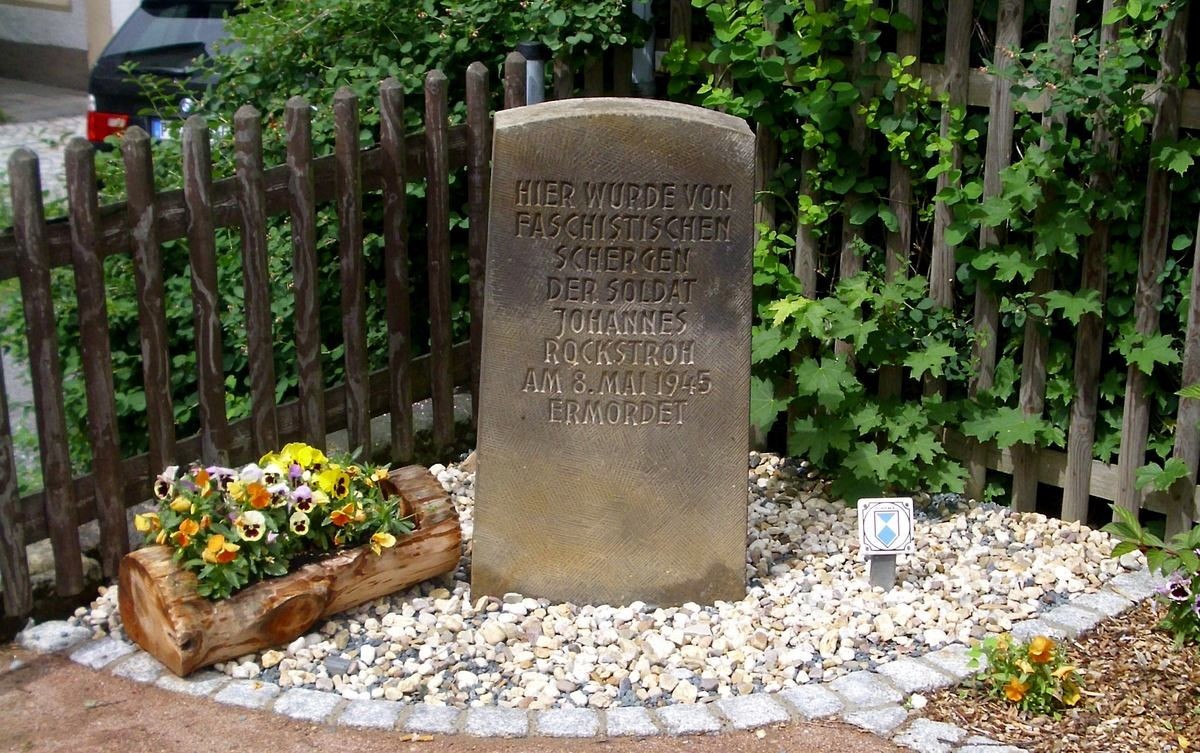
Denkmal an die Ermordung Johannes Rockstroh in Dippoldiswalde 8. Mai 1945

- In der sächsischen Kleinstadt Dippoldiswalde wurde am 8. Mai 1965 am Obertorplatz ein Gedenkstein aufgestellt mit der Inschrift Hier wurde von faschistischen Schergen der Soldat Johannes Rockstroh am 8. Mai 1945 ermordet. Zwei Feldgendarmen hatten den 43-jährigen Soldaten ohne Waffen und Papiere in der Umgebung der Stadt aufgegriffen und deuteten das als Fahnenflucht. Wenige Stunden vor dem Kapitulationszeitpunkt (8. Mai 1945, 23:00 Uhr) wurde Rockstroh vor den Augen der Bevölkerung erhängt.[54]:96
- In Forst (Lausitz) befindet sich an der Ecke Spremberger Straße / Triebeler Straße ein Findlingsstein mit Textplatte zum Gedenken an vier Soldaten, die 1945 durch ein Militärgericht wegen Fahnenflucht zum Tode verurteilt und hingerichtet wurden. Das Denkmal mit der Inschrift An dieser Stelle wurden 1945 4 Kriegsgegner durch die faschistische Wehrmacht ermordet / Ehre ihrem Andenken wurde 1977 eingeweiht.[54]:89–89
- Auf dem Hauptfriedhof in Forst (Lausitz), liegen 80 Deserteure, die im April 1945 von der SS-Sturmbrigade Dirlewanger in Weißagk (7 km nordwestlich von Forst) erschossen wurden. Ein Grabstein mit der Inschrift Hier ruhen 80 namenlose Deutsche / ermordet im April 1945 in Weissagk durch die SS wurde 1985 aufgestellt. Ursprünglich befanden sich die Gräber und der Stein in Weißagk, sie wurden vor der Abbaggerung des Ortes 1985 nach Forst umgebettet.[54]:86–87
- Gedenkort für Deserteure auf dem Nordfriedhof (Dresden): Im entlegenen Nordteil des Friedhofs befinden sich Gräber für 136 von der NS-Justiz in Dresden zum Tode verurteilte und hingerichtete Wehrmachtsangehörige, die Urteile ergingen überwiegend wegen Fahnenflucht und Wehrkraftzersetzung. Im Februar 1956 wurden die Grabstellen zusammengefasst und mit einem schlichten Gedenkstein gekennzeichnet, der die Inschrift trägt Gedenken der Soldaten, die gegen Krieg und Faschismus kämpfend den Opfertod starben. 2004 erhielten alle 136 Grabstellen Liegesteine, auf denen Name, Geburts- und Sterbedatum stehen. Nach 1945 wurden auf dem Friedhof auch Grabstätten für die hingerichteten Widerstandskämpfer des Attentats vom 20. Juli 1944 Friedrich Olbricht und Hans Oster errichtet.[54]:165–167
- Deserteursdenkmäler in Leipzig: Auf dem Bienitz, einem bewaldeten Hügel im Nordwesten Leipzigs, befand sich bis 1989 ein Truppenübungsplatz. Seit 2001 steht in der Nähe der „Alten Wache“ ein Gedenkstein mit der Inschrift ZUR ERINNERUNG AN DIE OPFER DER NATIONALSOZIALISTISCHEN MILITÄRJUSTIZ, DIE IN DEN JAHREN VON 1940 BIS 1944 AUF DEM EHEMALIGEN MILITÄRSCHIESSPLATZ BIENITZ WEGEN FAHNENFLUCHT, WEHRKRAFTZERSETZUNG ODER SELBSTVERSTÜMMELUNG HINGERICHTET WORDEN SIND. Die hervorgehobenen Buchstaben ergeben das Wort FRIEDEN. Viele der Hingerichteten wurden auf dem Ostfriedhof (Leipzig) bestattet. Bereits 1946 wurden zur Erinnerung einfache Holzkreuze gesetzt. 1998 wurde an dieser abseits gelegenen Stelle eine Gedenkstele aufgestellt.[54]:143–145

Erste Initiativen zur Errichtung von Deserteurdenkmälern in der Bundesrepublik entstanden 1981 in Kassel und 1983 in Bremen.

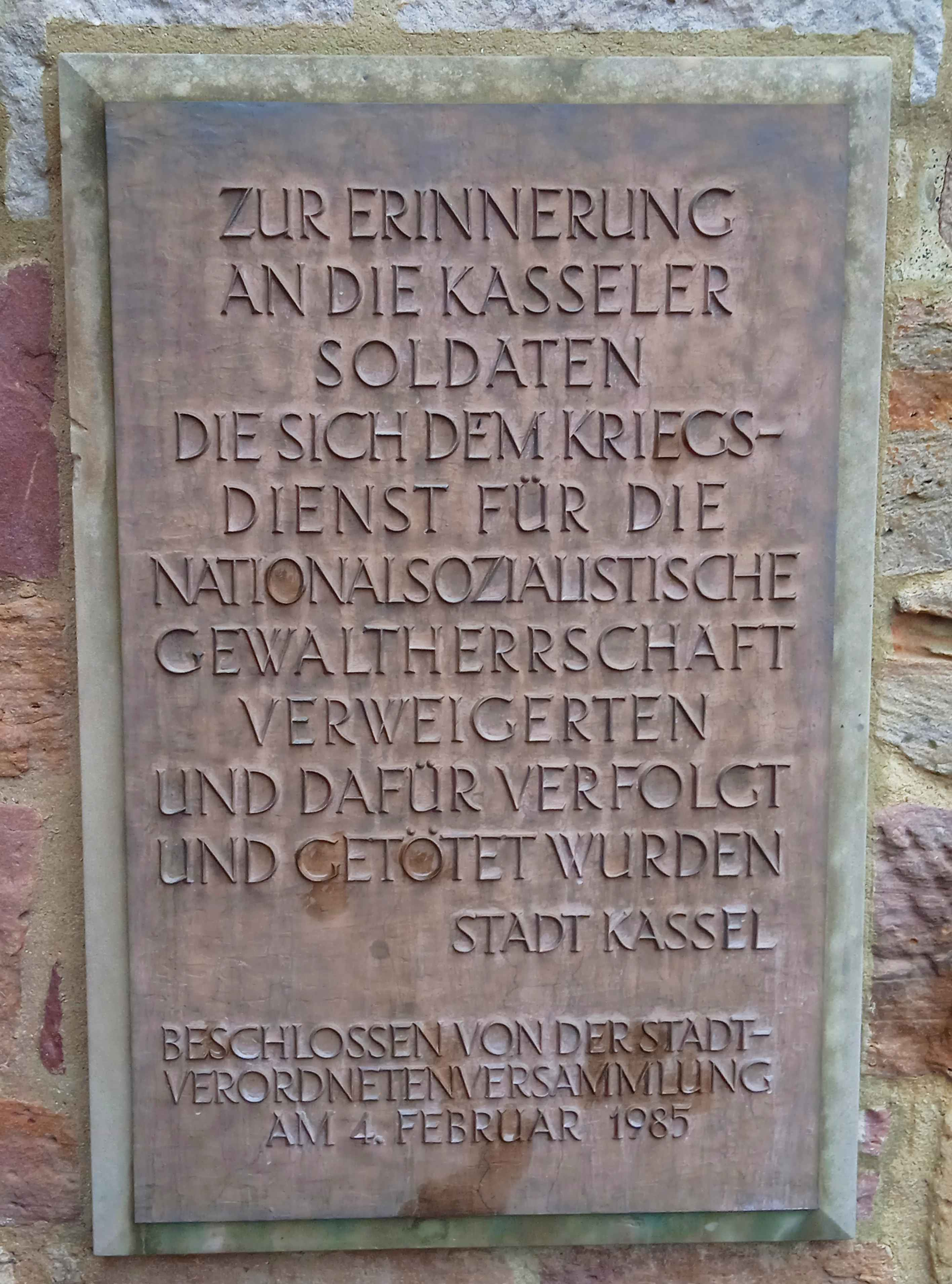
Die Tafel für Kriegsdienstverweigerer, Deserteure und Widerständler

- 1981 forderte der Abgeordnete Ulrich Restat von der Grünen-Fraktion im Kasseler Stadtrat, für die Opfer der NS-Militärjustiz ein Denkmal zu errichten und ihre Geschichte wissenschaftlich aufarbeiten zu lassen. Die Forschungsarbeit übernahm der Kasseler Historiker Jörg Kammler und legte 1985 das Ergebnis[63] vor. Er rekonstruierte aus den Akten das Schicksal von 114 Soldaten aus Kassel, die sich dem NS-Regime widersetzt hatten. 56 von ihnen wurden zum Tode verurteilt, davon 29 hingerichtet. Nach mehrjähriger Debatte beschloss die Stadt Kassel, das Gedenken an diese Gruppe mit einer Gedenktafel am Ehrenmal (Karlsaue) zu unterstützen. Der Text wurde im Februar 1985 beschlossen, die Tafel im Mai 1987 enthüllt.[54]:97–99

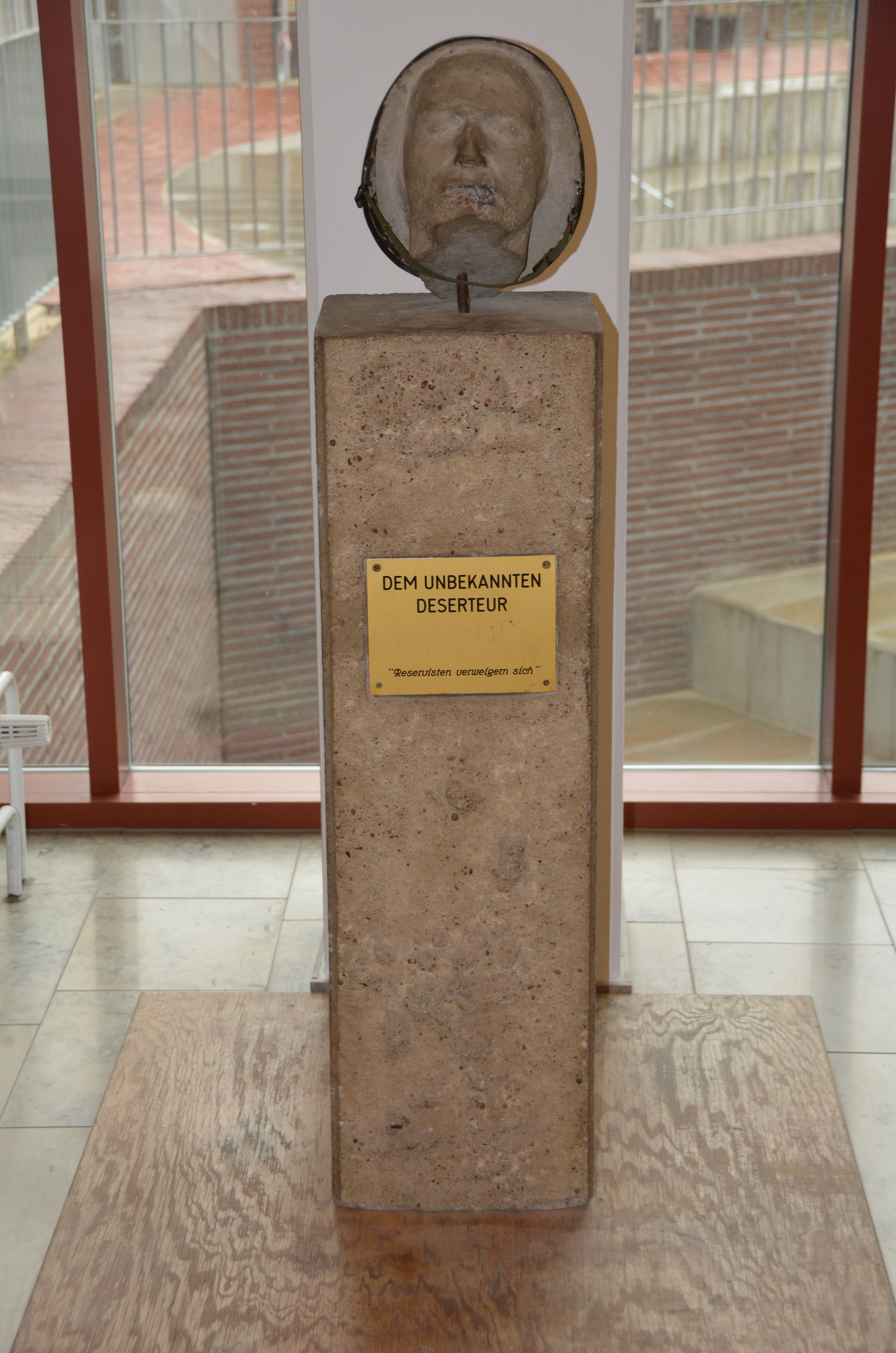
Denkmal für den unbekannten Deserteur in Bremen

- Am 18. Oktober 1986 wurde im Gustav-Heinemann-Bürgerhaus in Bremen-Vegesack von der Gruppe „Reservisten verweigern sich“ das Denkmal Dem unbekannten Deserteur aufgestellt.
- Im November 1987 enthüllte die Gruppe „Reservisten verweigert“ der DFG-VK in München vor der Feldherrnhalle das Denkmal Den Deserteuren aller Kriege. Es wurde danach im Stadtmuseum und im Foyer der Kammerspiele bei Veranstaltungen gezeigt, konnte aber in München keinen Platz finden. Es wurde nach Mannheim verbracht und dort steht es jetzt vor dem „Bücherladen Neckarstadt“. Der am Denkmal beteiligte Künstler Stefan von Reiswitz verstarb im Mai 2019 in München.[64]
- Die „Darmstädter Friedenshetzer“ enthüllten ebenfalls im November 1987 eine Stahlplastik. Nach mehreren Aufstellungsorten hängt sie seit 2018 auf dem Hiroshima-Nagasaki-Platz.[65]
- 1988 wurde das Denkmal für den unbekannten Deserteur auf dem Trammplatz (heute Platz der Menschenrechte) in Hannover aufgestellt und 2015 im Rahmen von Umbaumaßnahmen von der Stadt entfernt. Ein städtisches Denkmal wurde anschließend auf dem Stadtteilfriedhof Fössefeld aufgestellt.[66]
- 1989 wurde auf Initiative des Bürgermeisters von Steinheim an der Murr Alfred Ulrich ein Gedenkstein für den am 17. April 1945 exekutierten Soldaten Erwin Kreetz errichtet. Der Vater von vier Kindern hatte sich, nachdem er erfahren hatte, dass seine Frau bei einem Bombenangriff auf Berlin ums Leben gekommen war, kurz vor der Befreiung durch amerikanische Truppen von seiner Einheit entfernt. Er wurde drei Tage vor der Befreiung in einem Steinbruch bei Steinheim an der Murr exekutiert.

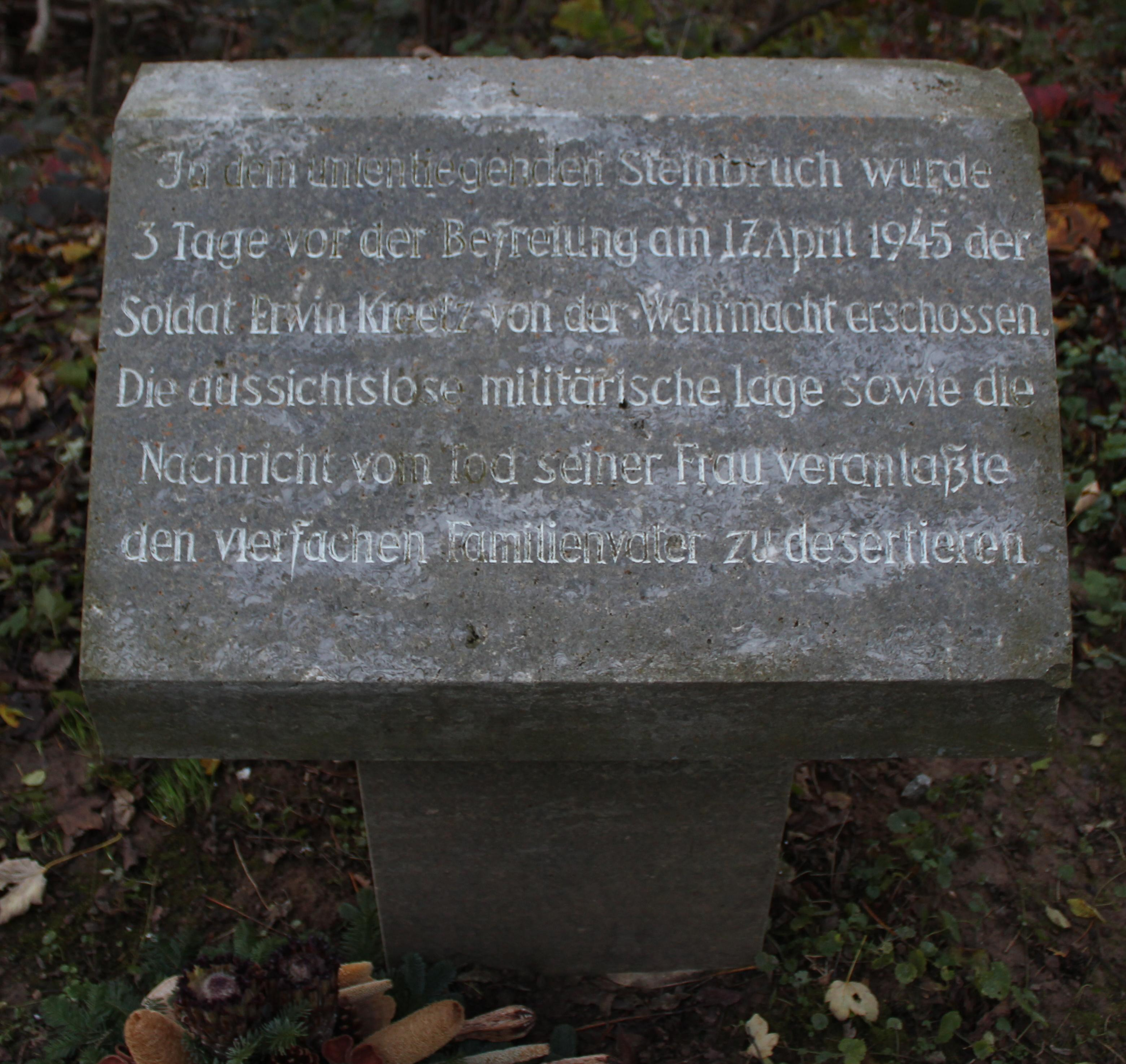
Gedenktafel Erwin Kreetz

- Lange Zeit umstritten war auch das 1989 für die damalige Bundeshauptstadt Bonn geplante, nun aber auf dem Platz der Einheit in Potsdam aufgestellte Denkmal für den unbekannten Deserteur von dem türkischen Bildhauer Mehmet Aksoy.[67] Eine Darstellung des erbitterten Widerstands in Bonn gegen die Aufstellung des Denkmals findet sich bei Richter und Haase.[54]:108–113
- Anfänglich sorgte auch eine Gedenktafel für Deserteure, im September 1990 angebracht am Amtshaus der Stadt Göttingen,[68] für Konflikte. Sie trägt den Satz des Schriftstellers Alfred Andersch nicht aus Furcht vor dem Tod, sondern aus dem Willen zu leben.[69]

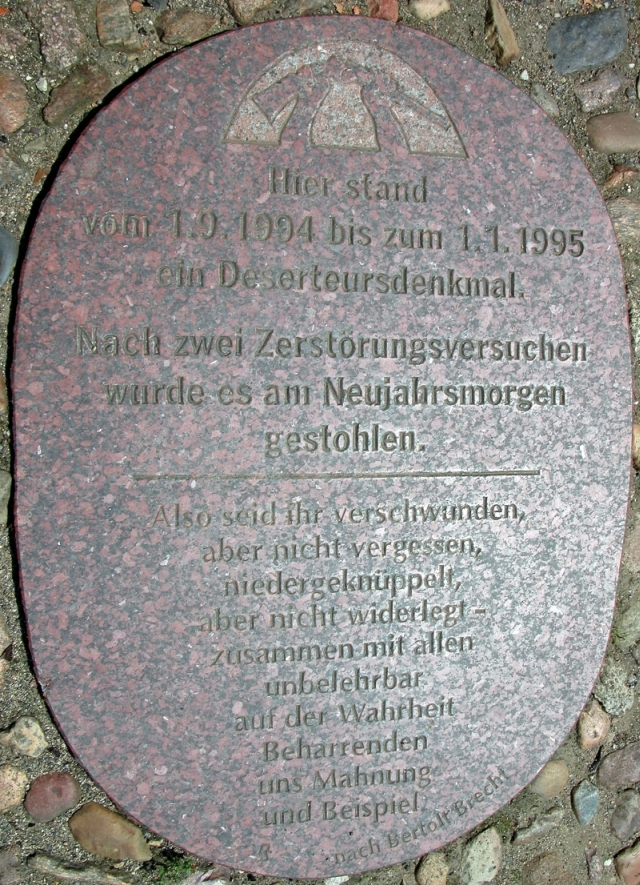
Gedenkplatte für das entwendete Deserteursdenkmal in Braunschweig

- Am 1. September 1994 wurde in Braunschweig ein Deserteursdenkmal aufgestellt. Nachdem es binnen kurzem zweimal beschädigt worden war, wurde es in der Neujahrsnacht 1995 gestohlen. An seiner Stelle befindet sich seither eine Gedenkplatte.
- In Flensburg entstand 1994 auf Initiative einer Gruppe „Christen für die Abrüstung“ ein Denkmal, das dann 20 Jahre auf einem privaten Hof stand, bevor es 2014 am Platz der Gärtner, gegenüber dem Rathaus aufgestellt wurde. Es besteht aus einer drei Meter breiten Backsteinmauer mit eingelassenem Marmorrelief eines Soldaten, der sein Gewehr zerbrochen und seinen Helm abgelegt hat, und der Inschrift … für Menschen, die sich nicht missbrauchen ließen für einen verbrecherischen Krieg.[70][54]:121–123

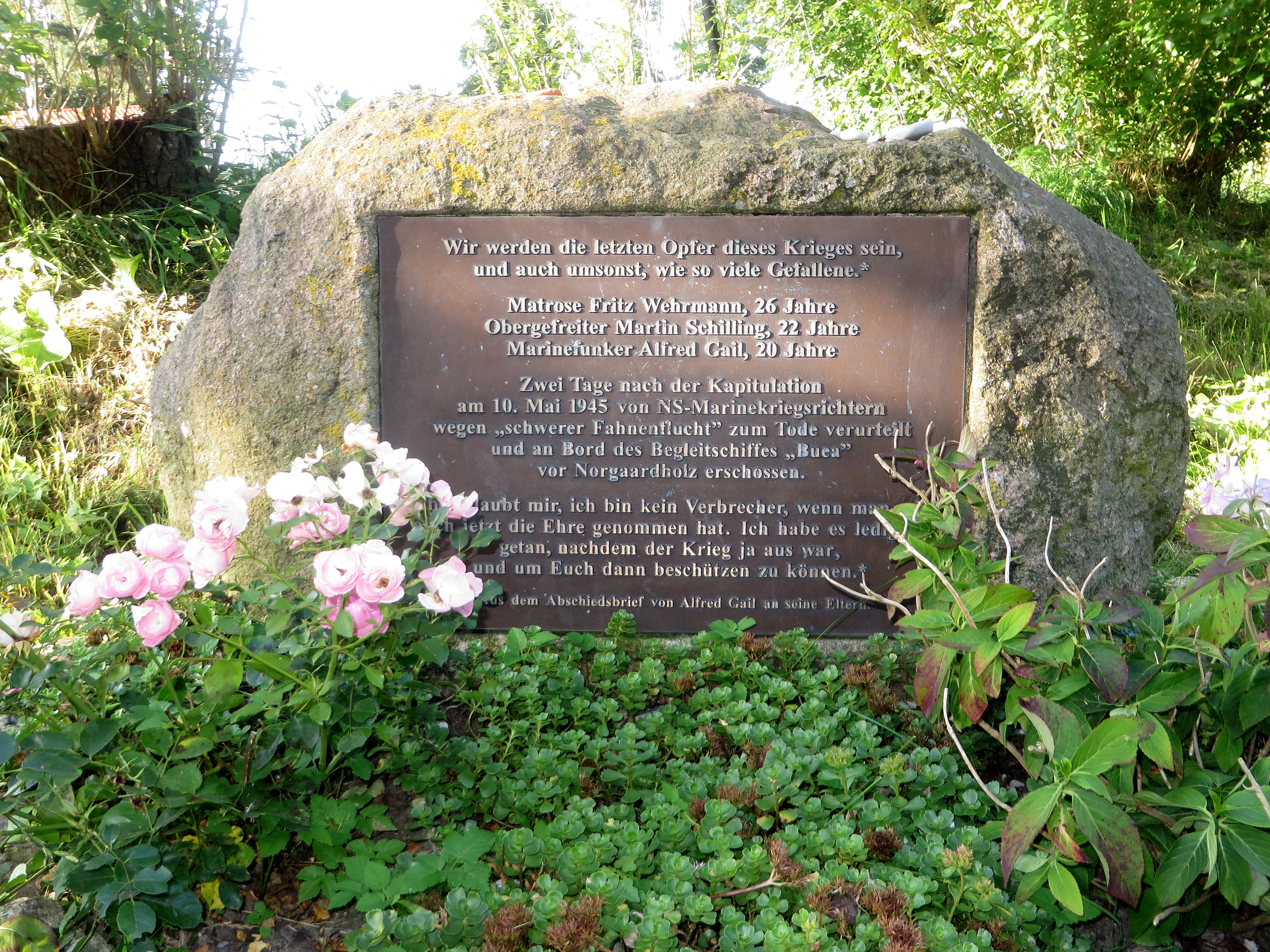
Gedenkstein für Fritz Wehrmann, Alfred Gail und Martin Schilling in Norgaardholz

- In Norgaardholz wurde 1997 auf Beschluss des Kreistags Schleswig-Holstein ein Denkmal an der Geltinger Bucht errichtet, das an die Hinrichtung der drei Matrosen Fritz Wehrmann, Martin Schilling und Alfred Gail am 10. Mai, also nach der Bedingungslosen Kapitulation der Wehrmacht, erinnert.[54]:123–126
- Im Januar 1998 wurde in der Nähe des Berliner Ostbahnhofs ein Gedenkstein zur Erinnerung an den Pazifisten und Widerstandskämpfer Hermann Stöhr aufgestellt und der Platz nach ihm benannt. Stöhr war 1939 zwei Einberufungsbefehlen nicht nachgekommen, wurde wegen Wehrkraftzersetzung zum Tode verurteilt. Das Urteil wurde am 21. Juni 1940 im Strafgefängnis Berlin-Plötzensee durch Enthauptung vollstreckt.
- In Ingolstadt entstand 1998 die Mahn- und Gedenkstätte im Luitpoldpark und im Auwald, zu der das Mahnmal für die Opfer des Nationalsozialismus gehört, das aus blauen Stelen mit Photographien von Opfern des Nationalsozialismus in Ingolstadt besteht. Am Auwaldsee, wo zwischen August 1944 und April 1945 63 Todesurteile gegen Wehrmachtsangehörige vollstreckt wurden, erinnert eine Stele an den fahnenflüchtigen Soldaten Johann Pommer.[54]:139–141
- Seit 1998 gibt es auch in Bernau bei Berlin ein Deserteurdenkmal, das an die pazifistische Haltung vieler Deserteure erinnert.[71]
- Das Marburger Deserteursdenkmal hat eine lange Geschichte. Es entstand aus der Arbeit der Geschichtswerkstatt Marburg e. V., die sich besonders mit der Geschichte des Kriegsgerichts beschäftigte, das 1939 aus Gießen nach Marburg verlegt worden war und hier über 100 Wehrmachtssoldaten zum Tode verurteilt hatte. Im Sommer 1988 schlug die Grünen-Fraktion im Stadtparlament ein Denkmal für Wehrmachtsdeserteure vor und stellte es gleichzeitig im Schülerpark gegenüber dem Kriegerdenkmal auf. Der Antrag wurde abgelehnt und die Plastik musste entfernt werden. Die Auseinandersetzung in Marburg wurde besonders durch das lokale Wirken des 1948 an die Marburger Universität berufenen NS-Militärjuristen Erich Schwinge beeinflusst. Die Plastik wanderte vom Schülerpark ins Gefängnis, von dort zur Studentengemeinde und schließlich „zur Entsorgung“ in den städtischen Bauhof. Nur drei Tage duldete die Universität anlässlich der Ausstellung Verbrechen der Wehrmacht ihre Aufstellung vor dem Hörsaalgebäude. 1999 fand das Denkmal, ein menschlicher Torso auf einer Panzersperre und auf einem Stein die Inschrift Den Deserteuren des zweiten Weltkriegs, endlich ihren heutigen Platz neben der Jäger-Kaserne an der Frankfurter Straße. Aber auch hier wurde es wiederholt geschändet, zuletzt 2017.[54]:137–139

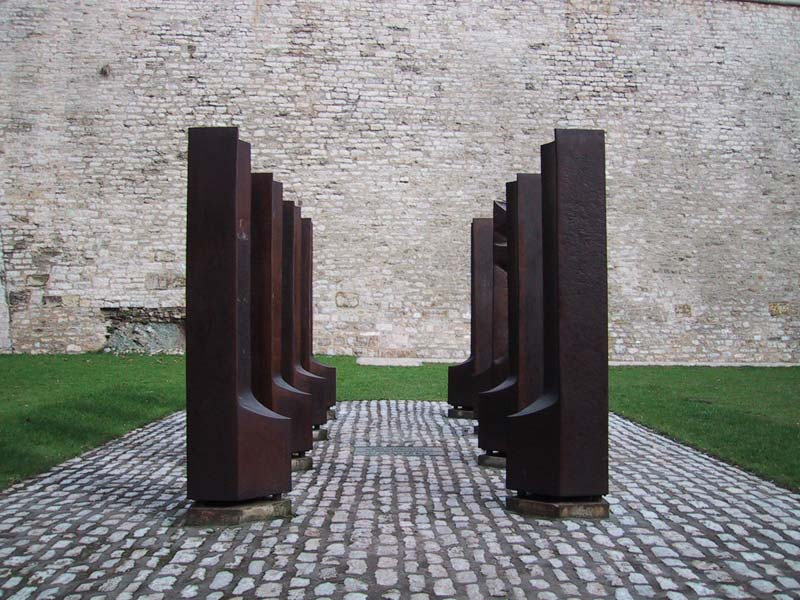
Denkmal für den unbekannten Wehrmachtsdeserteur (errichtet 1995) auf dem Petersberg in Erfurt

- In Erfurt wurde 1995 nach heftigen öffentlichen Debatten ein DenkMal für den unbekannten Wehrmachtsdeserteur auf dem Petersberg errichtet. Es stammt vom Erfurter Künstler Thomas Nicolai und besteht aus acht Eisenstelen, von denen eine den aus der Reihe tretenden Fahnenflüchtigen symbolisieren soll. In der Mitte befindet sich eine Tafel mit einem Zitat aus dem Werk Träume von Günter Eich: „Seid Sand, nicht das Öl im Getriebe der Welt“. Im Kommandantenhaus der Zitadelle Petersberg befand sich seit 1940 das „Kriegsgericht 409 ID.“ der Wehrmacht, das rund 50 Deserteure zum Tode verurteilte; einige Verurteilte wurden auf dem Festungsgelände erschossen.[72]
- Deserteursgedenken im ehemaligen Konzentrationslager Buchenwald: Ab Herbst 1944 wurden von der Wehrmacht verurteilte Fahnenflüchtige zum Zwecke des schweren und gefahrvollen Arbeitseinsatzes in die KZ Buchenwald und Mauthausen eingeliefert und größtenteils in das KZ Mittelbau-Dora gebracht. Dort wurden bis Kriegsende etwa 700 Deserteure gefangen gehalten. Am 15. Mai 2001, dem Tag der Kriegsdienstverweigerer, wurde im 'Lager Buchenwald eine schlichte Gedenkplatte eingeweiht, In 'Erinnerung an die Opfer der nationalsozialistischen Militärjustiz, die den Kriegsdienst verweigert haben und einem verbrecherischen Regime nicht mehr dienen wollten.[54]:145–147
- Das Denkzeichen zur Erinnerung an die Ermordeten der NS-Militärjustiz am Murellenberg in Berlin-Charlottenburg wurde am 8. Mai 2002 eingeweiht.
- Das Deserteursdenkmal am Theaterhaus Stuttgart wurde am 30. August 2007 unter Anwesenheit von mehr als 200 Personen eingeweiht. Das von Nikolaus Kernbach geschaffene Denkmal besteht aus einem hohen Granitquader und einer aus dem Quader geschnittenen Figur, die einige Meter davor steht. Seit 1996 hatte eine Privatinitiative mit Unterstützung verschiedener Organisationen für dieses Denkmal geworben.[54]:152–153[73].
- In Hamburg schuf die Künstlerin Andrea Peschel 1991 als Reaktion auf den ersten Irakkrieg ein Mahnmal für Frieden und Gewaltlosigkeit und stellte es neben dem Gedenkstein für die Erhebung Schleswig-Holsteins (Blankenese) am Mühlenberger Weg auf. Es zeigte einen aufspringenden Soldaten in Uniform mit Helm, der sein Gewehr über dem Knie zerbricht. Es wurde allgemein als Deserteursdenkmal bezeichnet. Schon nach wenigen Tagen wurde die Plastik umgestürzt, Gesicht und Hände zerstört. Am 12. März 1991 wurde im Beisein von Presse und Ortsvorsteher eine stabilere Fassung des Denkmals aus Stahl und Gießharz mit Stahlverankerung im Boden aufgestellt, aber schon sechs Tage später mit schwerer Technik aus dem Boden gerissen. Auf eine Reparatur durch die Künstlerin folgten in den Folgejahren immer wieder Beschädigungen. Ein Spendenaufruf 1999 für eine neue, stabilere Plastik erbrachte nicht die erforderliche Summe. Im Jahr 2000 erkannte das Bezirksamt Altona das Mahnmal als offizielles Denkmal an. Doch im April 2005 verschwand es im Zuge von Bauarbeiten gänzlich.[54]:118–121
- Auf dem ehemaligen Truppenübungsplatz Hamburg-Höltigbaum wurde am 5. September 2003 eine Gedenktafel angebracht mit dem Text: Auf den Schießständen des Übungsplatzes wurden beginnend mit dem Jahr 1940 bis zum Ende des Zweiten Weltkriegs mindestens 330 Wehrmachtsangehörige hingerichtet. / Die Todesurteile fällten Kriegsgerichte der Wehrmacht in Hamburg, Fahnenflucht oder Wehrkraftzersetzung waren zumeist die Gründe. / Aus den Soldaten der umliegenden Kasernen bildete man die Hinrichtungskommandos. Kurz vor Kriegsende, am 28. April 1945, fand die letzte Exekution statt.[74]
- Am 20. Juli 2009 wurde in Hamburg der erste Stolperstein für einen Wehrmachtsdeserteur verlegt. Der Stein auf der Walddörfer Str. 347 erinnert an Kurt Oldenburg, der 1941 in Bordeaux zusammen mit seinem Freund Kurt Baumann desertiert war. Eine Zollstreife griff beide auf, ein Kriegsgericht in Hamburg verurteilte sie 1942 zum Tode. Die Strafe wurde in 12 Jahre Zuchthaus umgewandelt, beide kamen in ein Bewährungsbataillon. Beim Einsatz an der Ostfront kam Oldenburg ums Leben. 2016 wurde in Wandsbek eine Straße nach Kurt Oldenburg benannt.[54]:156–157
- In Hamburg gibt es am Stephansplatz seit November 2015 nach jahrelangem Streit ein von Volker Lang geschaffenes Deserteurdenkmal. Ludwig Baumann war bei der Einweihung ebenso anwesend wie Bürgermeister Olaf Scholz.[75][76]
- In Ulm stand das 1989 geschaffene Denkmal lange Jahre auf Privatgrund, weil der Gemeinderat die öffentliche Aufstellung ablehnte. Seit dem 19. November 2005 steht die von Hannah Stütz-Mentzel geschaffene Skulptur in der Nähe der historischen Hinrichtungsstätte in Ulm.[77]
- In Köln wurde im September 2009 das Denkmal für Wehrmachtsdeserteure und Kriegsgegner eingeweiht. Entworfen von dem Schweizer Designer Ruedi Baur hat es die Form einer Pergola.[78]

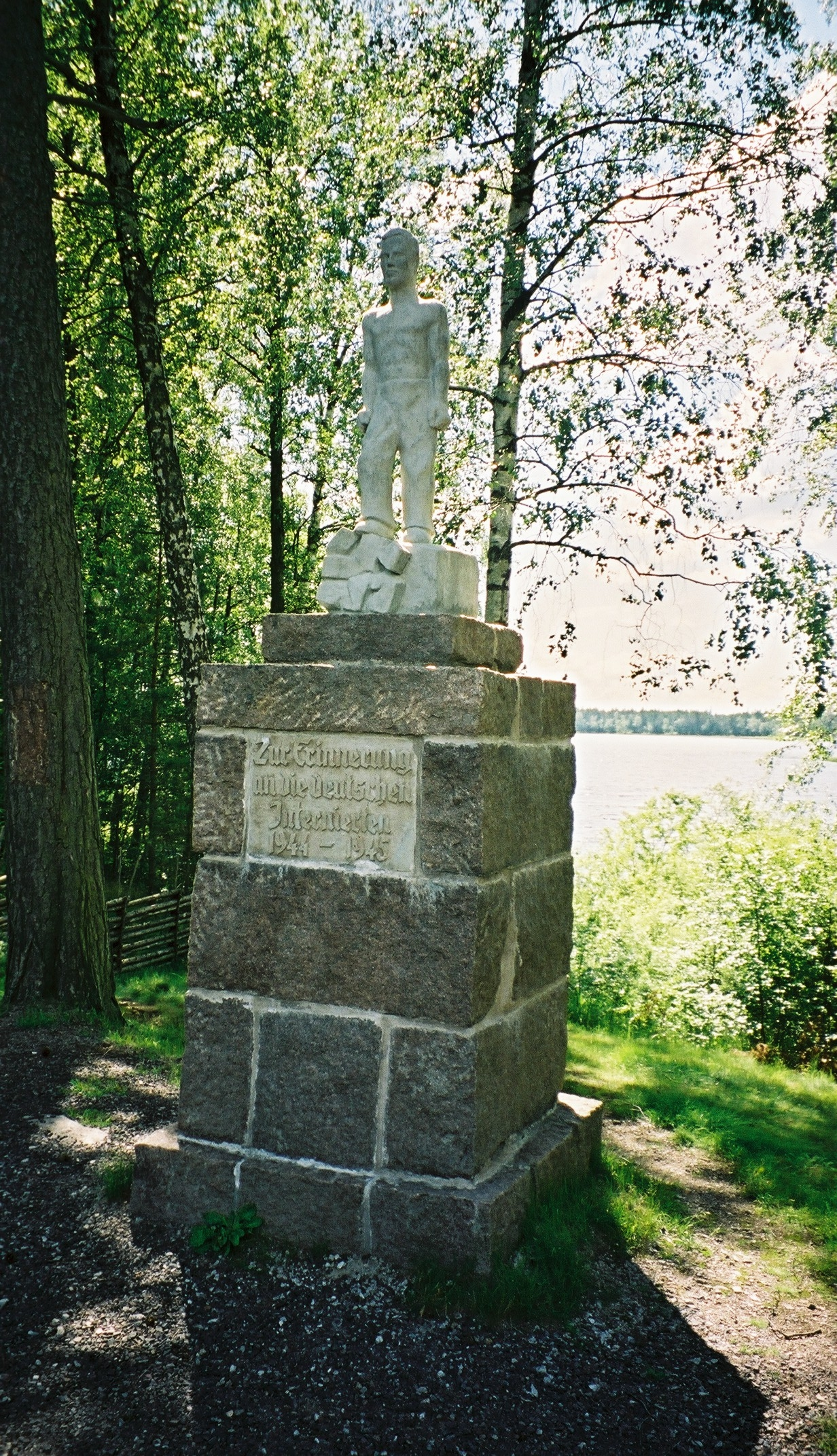
Denkmal für Wehrmachtsdeserteure in Vägershult, Schweden, errichtet 1945

- In Vägershult in der schwedischen Provinz Småland (Gemeinde Uppvidinge), wo der Großteil der nach Schweden geflüchteten Wehrmachtsdeserteure interniert war, steht ein von einem Deserteur bereits 1945 gestaltetes Denkmal; jedoch ist es viermal beschädigt worden.[79]
- In Tübingen wurde im Oktober 2008 ein Platz im Französischen Viertel, dem Gelände der früheren Hindenburgkaserne, in Platz des unbekannten Deserteurs umbenannt und mit einer Gedenktafel versehen.[80]

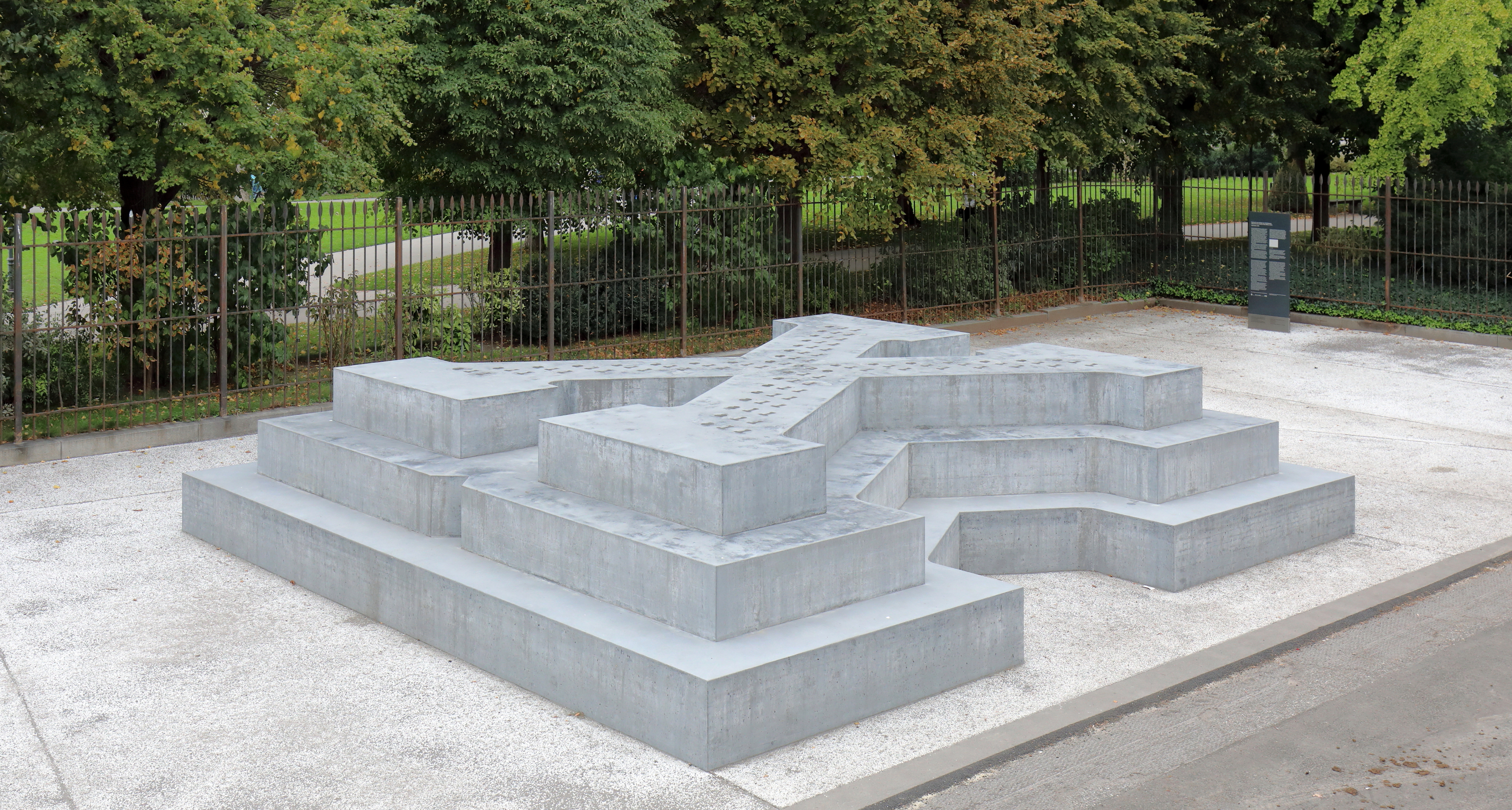
Deserteursdenkmal bzw. Denkmal für die Verfolgten der NS-Militärjustiz am Ballhausplatz, Wien (2014)

- In Wien wurde im April 2011 die Errichtung eines Denkmals für Deserteure der NS-Wehrmacht beschlossen[81] und Juni 2013 hat sich die Wettbewerbsjury auf das abgetreppte, begehbare, liegende „X“ mit den Inschriften „all“ und „alone“ für den Ballhausplatz – und nicht den Heldenplatz – geeinigt; es sollte noch 2013 aufgestellt werden.[82][83] Es wurde am 24. Oktober 2014 als „Denkmal für die Verfolgten der NS-Militärjustiz“ der Öffentlichkeit übergeben.
- In Bregenz erinnert das Mahnmal Widerstand in Vorarlberg 1938–1945 von Nataša Sienčnik seit November 2015 am Sparkassenplatz mit dreizeiliger Fallblattanzeige an etwa 100 Menschen, die sich gegen den Nationalsozialismus stellten, desertierten oder Flüchtlingen halfen.[84]
- In Sønderborg wurde am 9. September 2020 eine Gedenkstätte für 11 hingerichtete deutsche Marinesoldaten errichtet, die am 5. Mai 1945 in dänischen Gewässern zusammen mit 9 weiteren Kameraden den Kapitän ihres Minensuchboots M 612 festsetzten, der nach der Teilkapitulation noch einen Kriegseinsatz nach Kurland fahren wollte. Der Ermordeten gedachten bereits Siegfried Lenz’ Erzählung Ein Kriegsende (1948) und das DDR-Dokudrama Rottenknechte (1971).[85]

## Das Deserteur-Thema in Film, Literatur, Musik und Theater
Ein Beispiel für die Behandlung des Fahnenflucht-Themas im NS-Kino ist Der Fall Rainer (1942).
Ein bekannter Zeitzeuge, der selbst seine Desertion literarisch aufgearbeitet und immer offen diskutiert hat, war der Schriftsteller Gerhard Zwerenz.
Die weltweit bekannteste Bearbeitung ist wahrscheinlich das Chanson Le déserteur von Boris Vian. Darin schreibt ein junger Mann an Monsieur le président, den Staatschef, dass er aus Gewissensgründen nicht (weiter) am Krieg teilnehmen werde. Übersetzt ins Englische, ins Deutsche und zahlreiche weitere Sprachen ging es ebenso um die Welt wie Donovans Dos Kelbl, nämlich in unzähligen Singrunden und -büchern. Serge Reggiani hatte damit einen großen französischen Charts-Erfolg.
Um die in ihrem Existenzrecht bedrohte Lage von Deserteuren drehen sich zahllose literarische Bearbeitungen. Die erste und am heftigsten diskutierte in Deutschland nach dem Zweiten Weltkrieg ist die autobiografische Erzählung aus dem Jahr 1952 Die Kirschen der Freiheit von Alfred Andersch.
Das Thema der Fahnenflucht regte Stefan Dähnert zu seinem Theaterstück Herbstball an.
Eine bekannte Bearbeitung des Themas ist das Lied von P.T. dem Apachen von Franz Josef Degenhardt, das die Desertion eines in Deutschland stationierten G.I. zur Zeit des Krieges in Vietnam thematisiert.
Von einem konföderierten Deserteur im Amerikanischen Bürgerkrieg handeln der Roman Unterwegs nach Cold Mountain sowie die gleichnamige Verfilmung.
Für den Film ist Catch-22 – Der böse Trick von Mike Nichols zu nennen, nach einer Literaturvorlage von Joseph Heller (Catch-22), ebenso der deutsche Film Kriegsgericht von 1959, der die Militärjustiz im Dritten Reich thematisiert.
2013 entstand der Dokumentarfilm Out of Society, Ein Filmporträt über Emil Richter, einen Deserteur des Zweiten Weltkriegs und über André Shepherd, der 2007 aus der US-Armee desertierte.

## Persönlichkeiten
- Wolfgang Abendroth (1906–1985), sozialistischer deutscher Politologe und Rechtswissenschaftler.
- Richard von Weizsäcker (1920–2015), Bundespräsident, desertierte im April 1945[88]
- Kurt Albrecht (1927–1945), Rodenbach, Osterholz
- Alfred Andersch (1914–1980), Schriftsteller
- Ludwig Baumann (1921–2018), Friedensaktivist
- Ulrich Bräker (1735–1798), Schweizer Bergbauer und Schriftsteller, Der arme Mann im Tockenburg.
- Ehrenfelder Gruppe (Edelweißpiraten, Köln)
- Max Emendörfer (1911–1974), desertierte im Januar 1942 zur Roten Armee
- Victor Grossman (* 1928), desertierte 1952 aus einer in Bayern stationierten Einheit der US-Armee
- Wolfgang Harich (1923–1995), Philosoph, Journalist, marxistischer Intellektueller
- Heinz-Joachim Heydorn (1916–1974), Nachkriegs-SPD-Politiker, Mitglied der Bekennenden Kirche
- Peter Jokostra (1912–2007), Schriftsteller und Literaturkritiker
- Heinz Keßler (1920–2017), letzter Verteidigungsminister der DDR
- Heinz Kluncker (1925–2005), 1964 bis 1982 Vorsitzender der ÖTV (heute Verdi)
- Si Mustapha-Müller (1926–1993), geboren als Winfried Müller, lief 1944 zur Roten Armee über und baute im Algerienkrieg den Rückführungsdienst für Fremdenlegionäre auf, der gezielt Fremdenlegionären zur Fahnenflucht verhalf.
- Friedrich Rau (1916–2001), deutscher Jurist und SPD-Politiker
- Rainer Schepper (1927–2021), deutscher Autor, Publizist und Rezitator
- Conrad Schumann (1942–1998), einer der ersten Grenzflüchtlinge nach dem Bau der Berliner Mauer
- André Shepherd (* 1977), Deserteur aus der U.S. Army, Irakkrieg
- Eddie Slovik (1920–1945), einziger Soldat der U.S. Army, der wegen Fahnenflucht hingerichtet wurde
- Gerhard Zwerenz (1925–2015), Schriftsteller und ehemaliges Mitglied des Bundestages